# Освободительная война в Германии

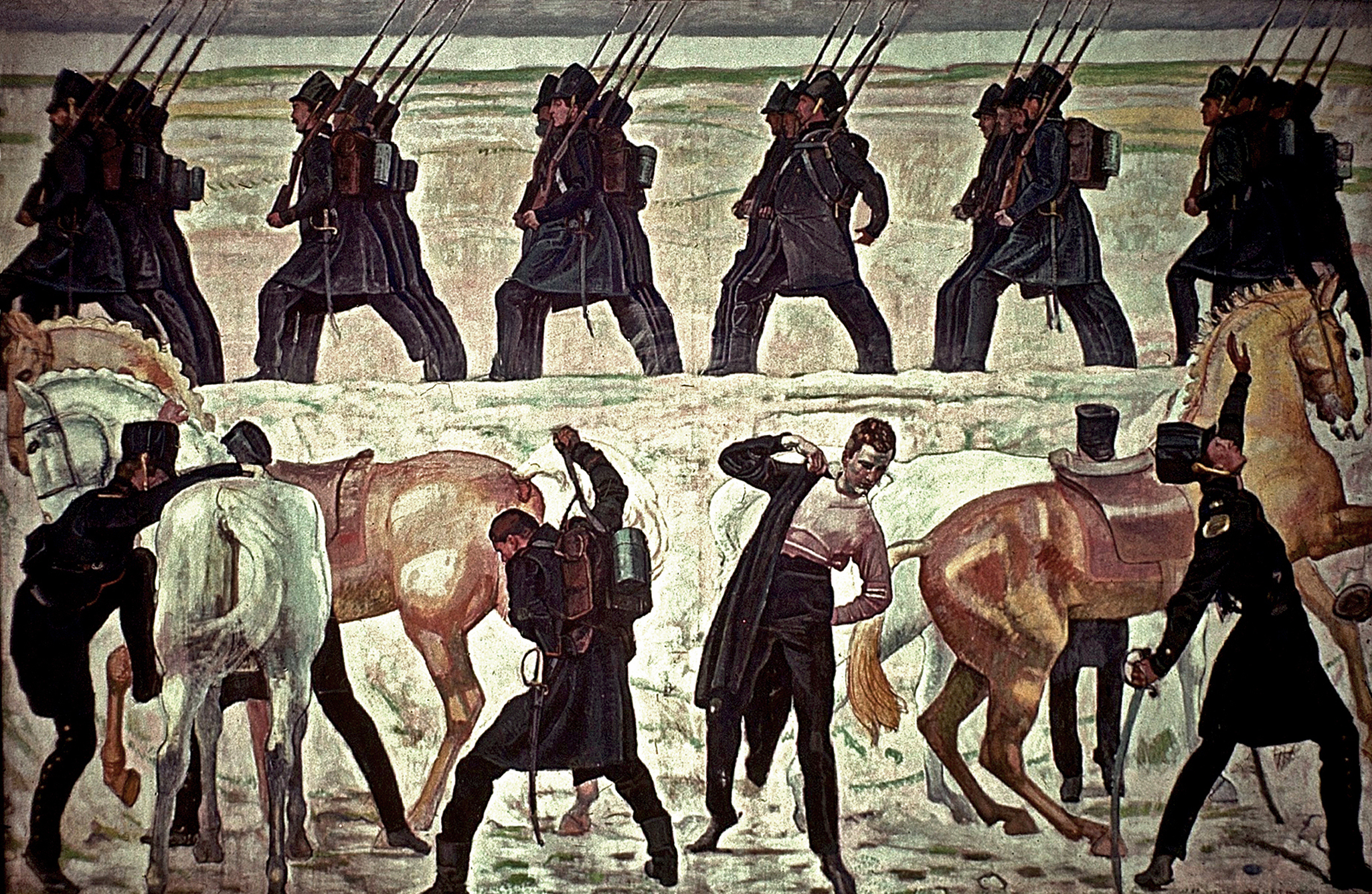
Фердинанд Ходлер. Выступление йенских студентов в 1813 году. 1908. Актовый зал Йенского университета

Освободительная война (нем. Befreiungskrieg, Freiheitskrieg) — принятый в немецкой историографии термин для названия общенационального вооружённого движения немцев за освобождение от зависимости от наполеоновской Франции. Эта война велась немцами на историческом фоне соперничества Пруссии и Австрии за доминирование в будущей объединённой Германии. Она представляет собой важный эпизод общеевропейской войны против Наполеона, известной как Война шестой коалиции.
Официально Освободительная война началась с объявления прусским королём в 1813 году войны Франции. Наиболее радикальные слои немецкого общества рассматривали эту войну как шаг в направлении осуществления издавна существующего стремления к воссозданию единого государства немецкой нации. Хотя этого в начале века сделать не удалось, эта война подготовила процесс создания Бисмарком Германской империи в последней трети века.

## Персоналии
Король Пруссии Фридрих Вильгельм III (1770—1840). С детства скромный и застенчивый, готовый к сочувствию и своими глазами увидевший изнанку войны, он был прямой противоположностью Фридриху II Великому. Нерешительный убеждённый пацифист, он безуспешно пытался сохранить нейтралитет и любой ценой избежать войны. Он даже отменил иллюминацию Берлина в день своей свадьбы, поскольку имевшиеся деньги предназначались для помощи бедным.
Королева Пруссии Амалия Луиза Мекленбург-Стрелицкая (1776—1810). Выбранная «Толстым Фридрихом» и выданная замуж за кронпринца, а затем короля Фридриха Вильгельма III, произвела на свет десять детей, из них двое стали: королём Пруссии Фридрихом Вильгельмом IV и немецким императором Вильгельмом I, а дочь Шарлотта, вышедшая замуж за Николая I — российской императрицей.
Её брак представлял собой редкий в истории царствующих особ Европы случай свадьбы по взаимному влечению. В противоположность своему супругу, эта умная, скромная и в высшей степени привлекательная женщина активно поддерживала патриотические настроения и была сторонницей заключения военного союза с Россией. Она была в первую очередь супругой и матерью, но, наряду со своими представительскими обязанностями, принимала живейшее участие в политической жизни.
Ни до, ни после неё в Германии не было королевы, которая по праву пользовалась бы таким почётом, любовью и уважением, как она.
Луиза оказала существенную поддержку реформаторам, поскольку понимала, что только в случае радикального реформирования государственного аппарата можно рассчитывать на восстановление значения Пруссии как уважаемого соседями государства.
В память о «Битве народов» и преждевременно скончавшейся королеве в день её рождения 10 марта 1813 года королём был утверждён наиболее почитаемый орден за личную храбрость — «Железный крест». Луиза была награждена им посмертно.
Император Всероссийский Александр I Павлович (1777—1825). Лично участвовал в боях против Наполеона и проявил при этом мужество и выдержку. В 1813—1814 годы возглавил антифранцузскую коалицию европейских держав. Был одним из руководителей Венского конгресса 1814—1815 годов и организаторов Священного союза. К Наполеону испытывал личную неприязнь из-за того, что тот в ответ на обвинение от Александра в организации убийства герцога Энгиенского напомнил ему о замешанности в убийстве его отца — императора Павла I.
Эрцгерцог Карл-Людвиг Австрийский (Erzherzog Karl; 1771—1847). Генералиссимус Австрийский. Уже в 1801 году, будучи назначенным императором главой военного министерства в роли президента гофкригсрата и фельдмаршала начал реформировать австрийскую армию, что стало с очевидностью необходимо после заключения невыгодного мира в Люневилле.
В 1809 году для объединения всей власти в армии в одних руках он был назначен императором Францем генералиссимусом. Это позволило ему более глубоко и оперативно проводить военную реформу. Новую армию он начал строить на базе народного ополчения (ландвера).
Результат сказался, когда в битве при Асперне австрийские войска не отступили перед войсками Наполеона, что произошло впервые за всю его военную карьеру. Карл продемонстрировал свою храбрость в этом сражении, когда со знаменем в руках бросился на французов, идущих в психическую атаку.
Впоследствии ему был в Вене поставлен памятник с надписью, отражающей морально-психологическое значение битвы для всех противников Наполеона: «Победителю непобедимых» («Überwinder des Unüberwindlichen»)
Фельдмаршал Великобритании Артур Уэлсли Веллингтон (1769—1852), главнокомандующий союзными армиями в битве при Ватерлоо, своей победой закончившими как войну шестой коалиции, так и Освободительную войну в Германии.
Премьер Пруссии барон Генрих Фридрих Карл фом унд цум Штейн (Baron Karl von und zum Stein; 1757—1831), на посту премьер-министра проводил смешанную либерально-консервативную хозяйственную политику. Её целью была подготовка страны к устранению наполеоновского диктата. При нём было отменено крепостное право. Его деятельность в конце концов стала опасна для Наполеона, и он был отправлен в отставку
Канцлер Карл Август Фон Гарденберг (Karl August von Hardenberg; 1750—1822) заменил Штейна, но в главном сохранил его курс: были продолжены начатые Штейном реформы, благодаря которым Пруссия начала превращаться в современное европейское государство.
Поэт Эрнст Мориц Арндт (Ernst Moriz Arndt; 1769—1860) был известен своими патриотическими текстами и песнями. В 1813 году поэт написал патриотическую «Немецкую песню» (Lieder für Teutsche), которой «разбудил Германию». Был членом Национального собрания во Франкфурте.
Идеалы, культивируемые Арндтом, Уландом (Uhland) и Яном (Jahn) во время Освободительной войны вызвали к жизни специфическое студенческое «Мировоззренческое движение» (Weltanschauliche Bewegung) имевшее выраженную патриотическую окраску. Первая студенческая корпорация сторонников этого движения возникла в Йене 12 июня 1815 года. На слёте16 по 18 октября1818 года в Йене было создано Всеобщее Немецкое студенческое объединение (Allgemeine Deutsche Burschenschaft) под лозунгом «Честь,Свобода, Родина» (Ehre, Freiheit, Vaterland) и чёрно-красно-золотым знаменем. Бундестаг начал активно преследовать студенческие сообщества за их стремление образовать единое государство на месте лоскутной империи сепаратных государств. Но студенческое движение ушло в подполье. Затем в 1848—1849 годах бывшие члены этих корпораций составили большинство собравшихся в церкви Павла во Франкфурте.
После 1870 года эти корпорации потеряли свою революционность. Во время Веймарской республики они представляли собой буржуазные объединения националистического толка, а в годы Третьего рейха Weltanschauliche Bewegung было приобщено к пропаганде национал-социалистической идеологии и стало её воплощением. После 1945 года эти корпорации были распущены и запрещены, а их члены вошли в общенемецкие объединения Германии и Австрии.
Стратег Герхард фон Шарнхорст (Gerhard von Scharnhorst; 1755—1813) стал главным реформатором немецкой армии, основал в 1810 году Военную Академию. Умер от раны, полученной в бою.
Стратег Карл фон Клаузевиц (Karl von Clausevitz; 1780—1831) — друг и более молодой последователь Шарнхорста, выдающийся военный теоретик и автор классического труда «О войне», украшенного легко запоминающимися афоризмами типа: «Победителем является тот, за кем осталось поле сражения» или «Война есть продолжение политики, только другими средствами». Генерал в ясной и чёткой форме сформулировал законы войны, став наиболее авторитетным знатоком военной науки. Он был сторонником того положения, что победа в бою определяется, в первую очередь, моральными качествами военнослужащих и их ориентацией на победу.
Благодаря самоотверженной деятельности этих людей значительные изменения претерпела организация прусской армии, поскольку стало ясно, что только армия, состоящая из свободных людей, в состоянии защищать государство как гаранта личной собственности. Теперь вооруженные силы состояли из людей, понимающих, что на них лежит ответственность за своё имущество и за свою свободу. Офицерский корпус более не формировался по сословному признаку, а состоял из способных к военной профессии лиц.
Генерал Йорк фон Вартенбург (Yorck von Wartenburg; 1759—1830) — командующий прусским контингентом из 20 тыс. человек в Великой Армии Наполеона; невзирая на угрозу расстрела за предательство, встретился 30 декабря 1812 года с русским генералом графом Дибичем у Тауроггена в Литве и заключил с ним на свой страх и риск конвенцию, на основании которой прусская армия в российской компании стала нейтральной.
Это событие стало поворотным пунктом в истории Европы, поскольку послужило началом русско-немецкому боевому содружеству, символом которого стало слово «Таурогген», и началу германской освободительной войны 1813—1815 годов. В 1821 году генерал Йорк стал фельдмаршалом.
Генерал Нейдхардт фон Гнейзенау (Neidhardt von Gneisenau; 1760—1831) совместно с Шарнхорстом организовал народную немецкую армию. Своим гениальным манёвром обеспечил победу в битве под Ватерлоо.
Генерал Гебхард Леберехт Блюхер (Gebhard Leberecht von Blücher; 1742—1819) — «Генерал вперёд», как его называли русские солдаты.
Фридрих Вильгельм Брауншвейг-Вольфенбюттельский (1771—1815), «Чёрный герцог». Вельф. Лишённый Наполеоном своих владений, поскольку Брауншвейг был передан брату Наполеона Жерому, на свои деньги сформировал отряд и вступил в войну.
Майор Фердинанд фон Шиль (Ferdinand von Schill; 1773—1809) первым в Пруссии начал в 1809 году вооружённую борьбу с французами и погиб в Штральзунде. Одиннадцать офицеров его отряда, попавшие в плен, были расстреляны.
Барон Адольф Лютцов (Adolf Freicher von Lützow; 1782—1834) уже в 1809 году вместе с Шилем участвовал в его дерзких рейдах конницы. В феврале 1813 года он организовал в Бреслау фрайкор, конники которого называли себя «Стая мести» (Schaar der Rache) или «Чёрная стая» (Schwarze Schar). В историю это воинское образование вошло также под названием «Егеря Лютцова» (Lützower Jäger), состоящее преимущественно из студентов. Численность корпуса достигала 3500 сабель. 17 июня 1813 года в бою под Китценом при значительном численном перевесе французов корпус понёс огромные потери. В 1815 году корпус был преобразован в 25 -й пехотный отряд и в 6-й отряд улан. Форма корпуса имела расцветку, которая была принята позже для чёрно-красно-золотого национального знамени, а сам корпус стал символом Освободительной войны.
Андреас Гофер (Andreas Hofer; 1767—1810), руководитель антифранцузского движения в Тироле.
На протяжении 1809 года ему удалось четыре раза отразить войска Наполеона и его союзников: 25 и 29 мая, 13 августа и 1 ноября. При этом дважды он смог вообще изгнать их из Бергизеля в Тироле. Но четвёртая битва закончилась поражением, во многом благодаря отсутствию поддержки со стороны императора.
Хофер попал в плен и на предложение перейти на сторону врага на очень выгодных условиях ответил категорическим отказом. Был расстрелян в Мантуе, причём сам подавал команды солдатам. Его тело перевезено в Инсбрук и погребено в Хофкирхе, где находится кенотаф кайзера Максимилиана I.

## Галерея: выдающиеся личности

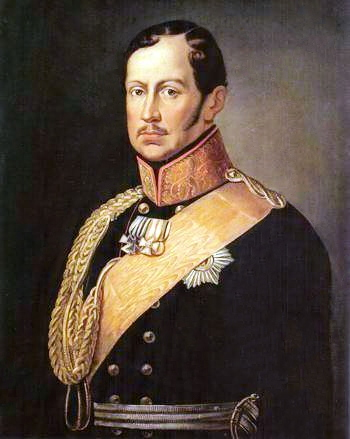
король Пруссии Фридрих Вильгельм III
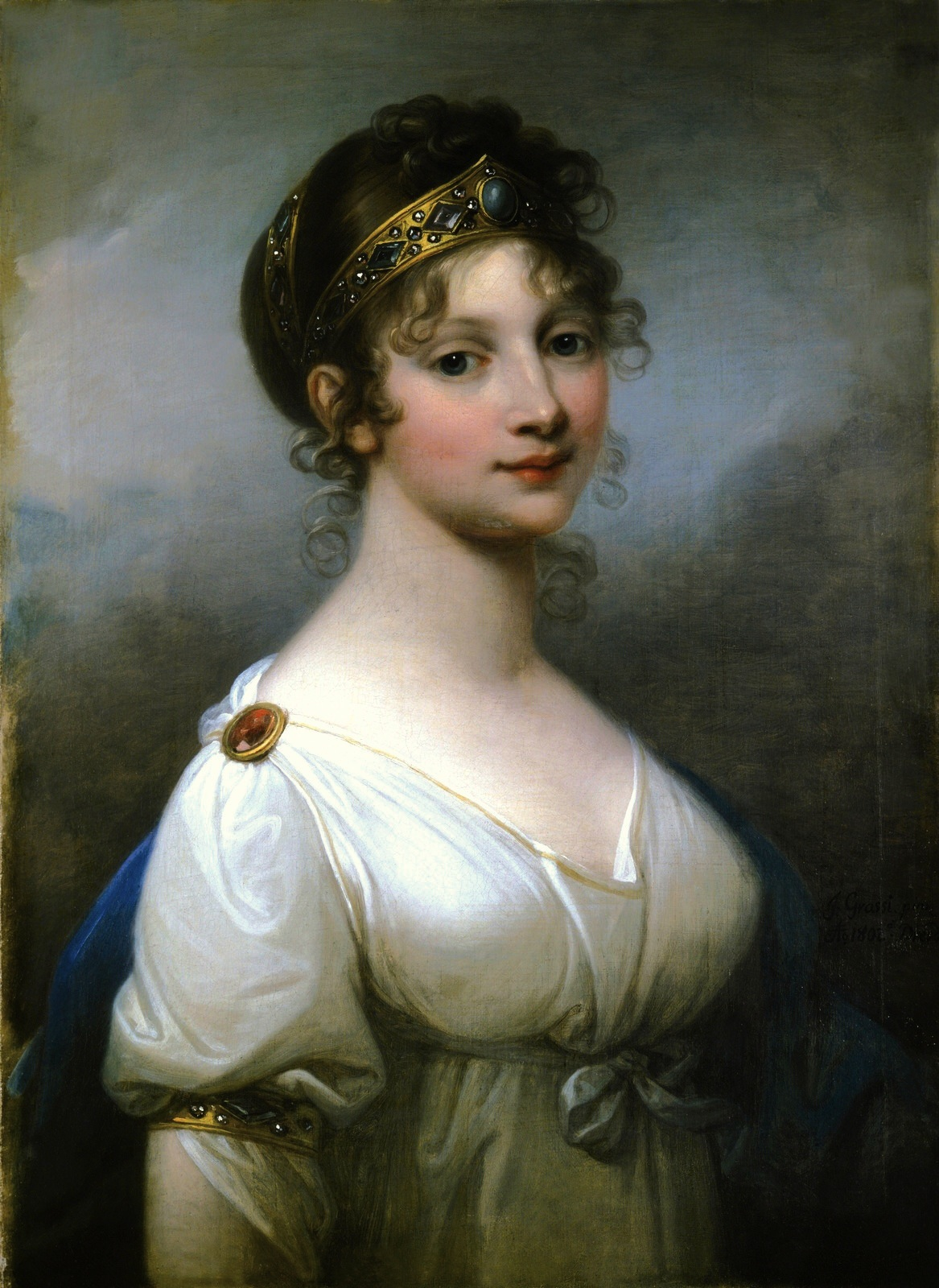
королева Пруссии Луиза Мекленбург-Стрелицкая
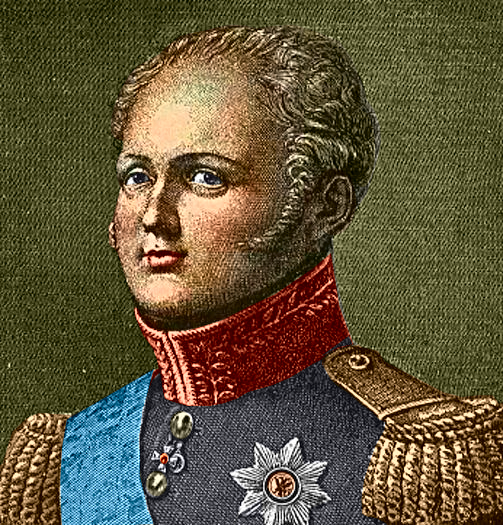
император Всероссийский Александр I Павлович
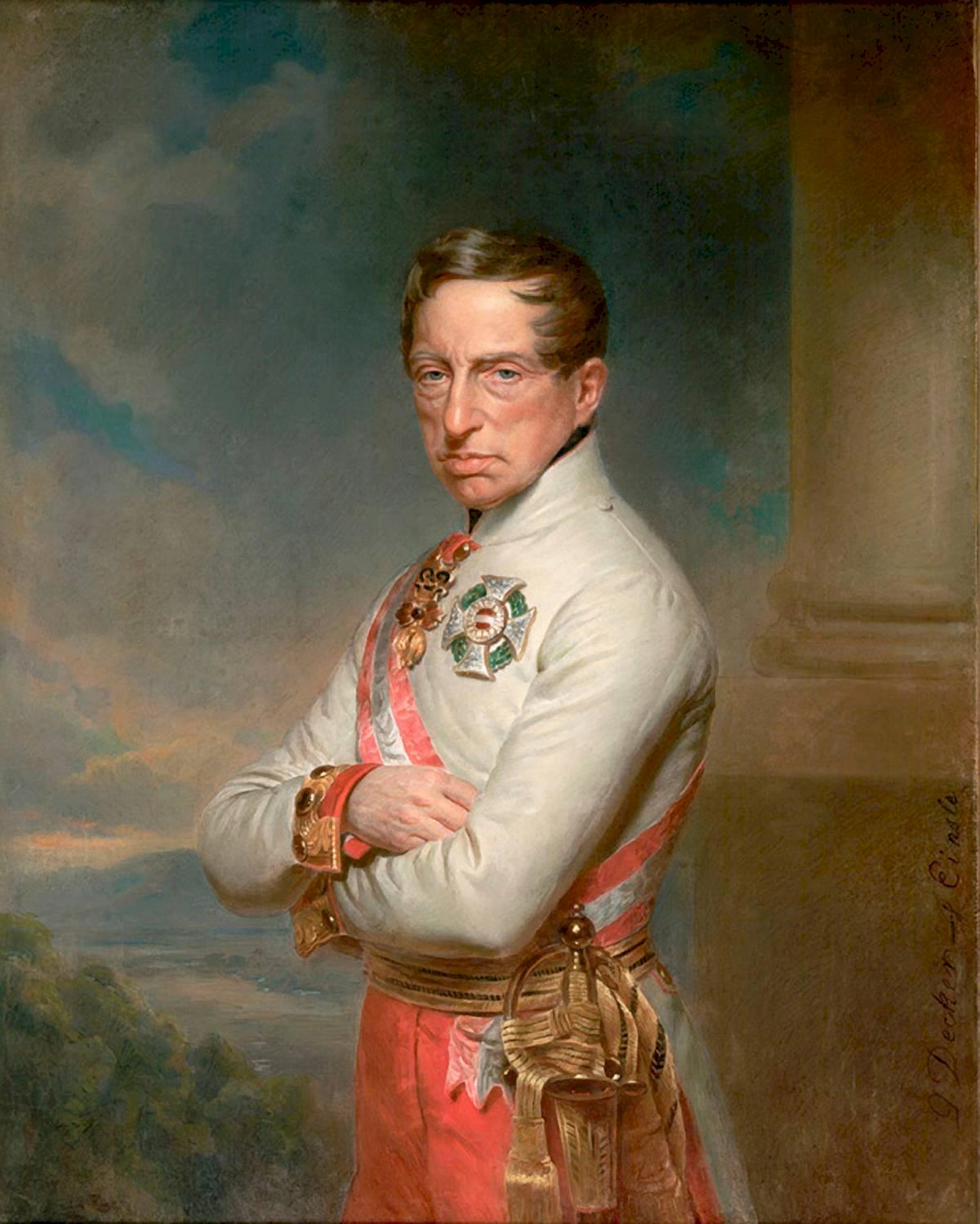
эрцгерцог Карл-Людвиг Австрийский
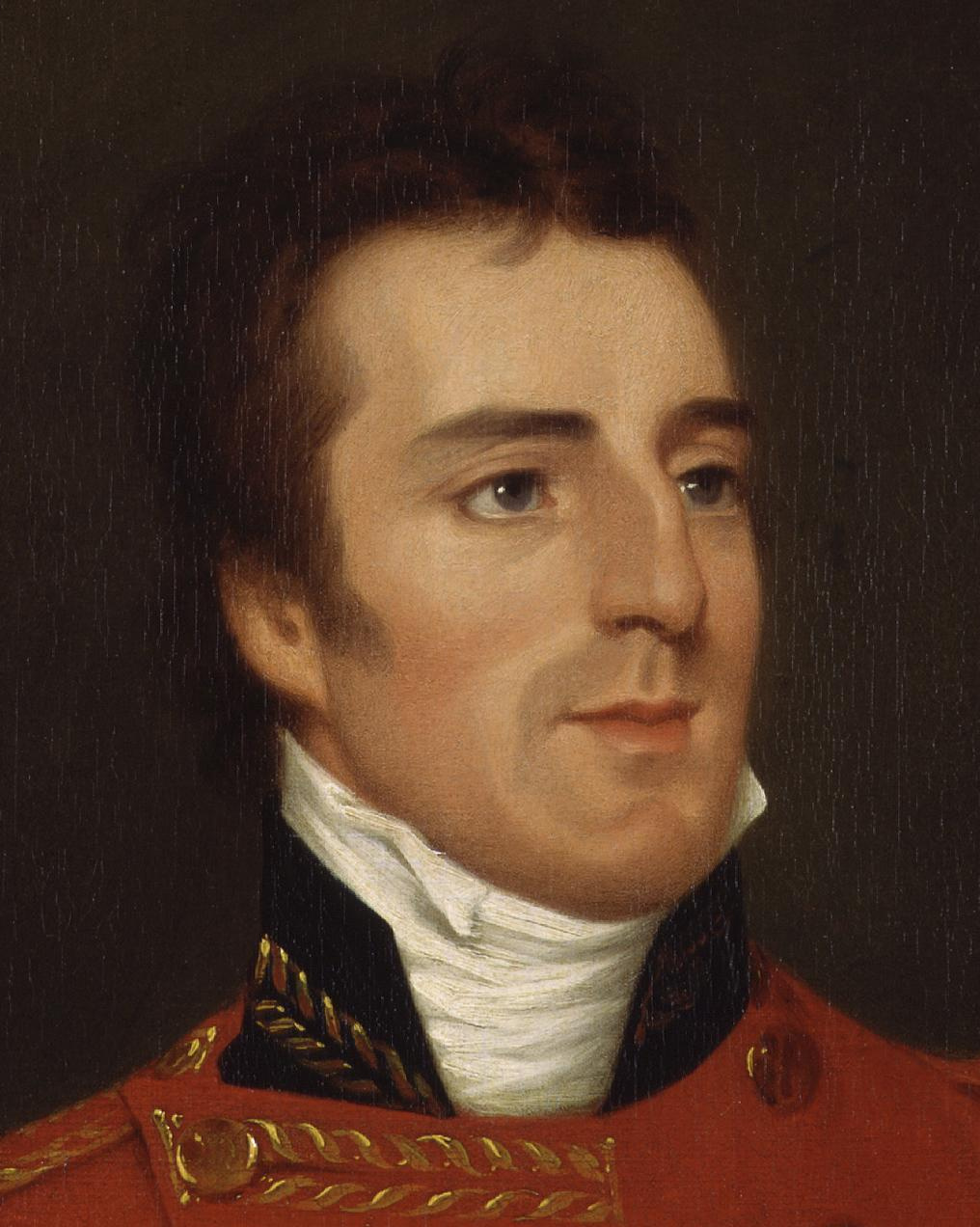
фельдмаршал Артур Уэлсли Веллингтон
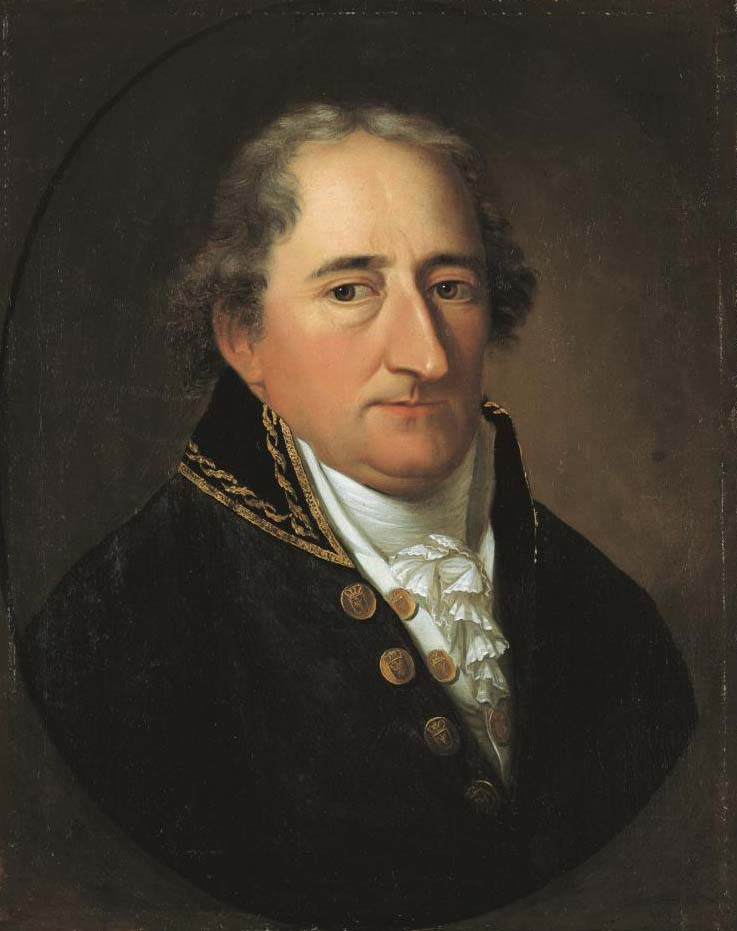
премьер барон Карл фон Штейн
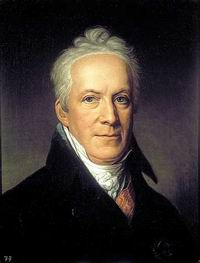
канцлер Август Фон Гарденберг
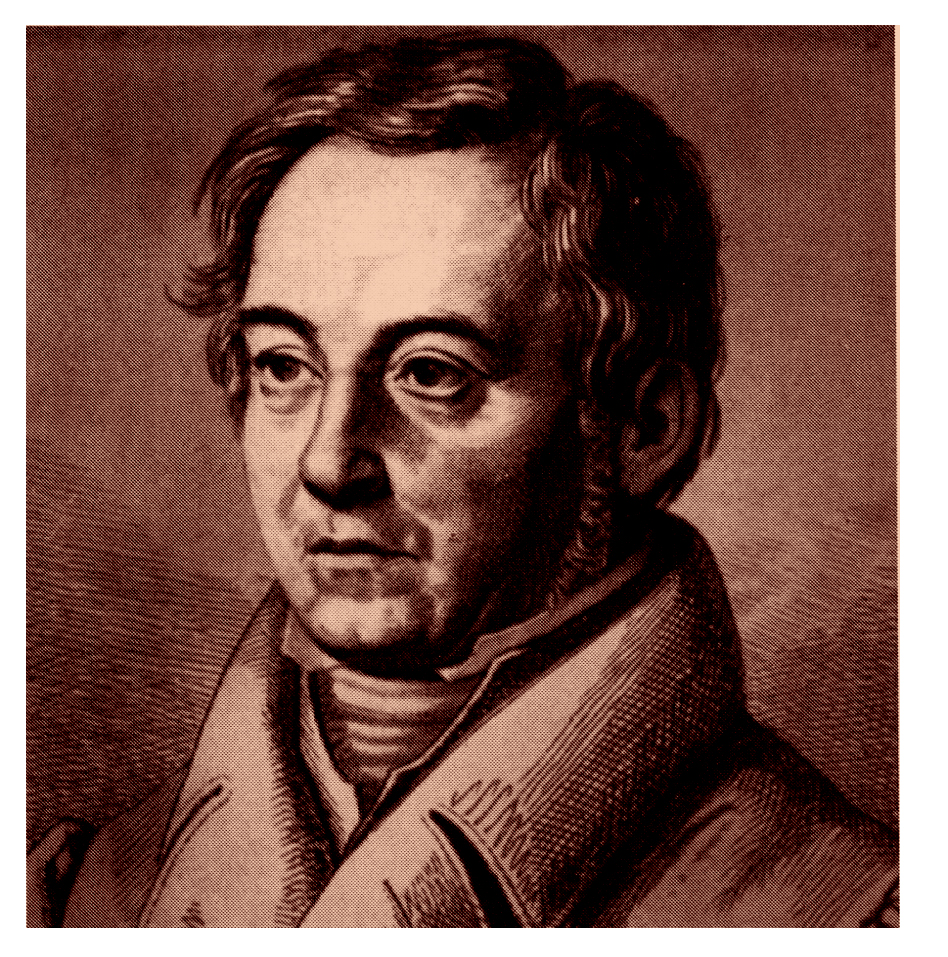
поэт Эрнст Мориц Арндт
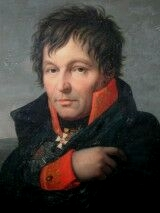
стратег Герхард фон Шарнхорст
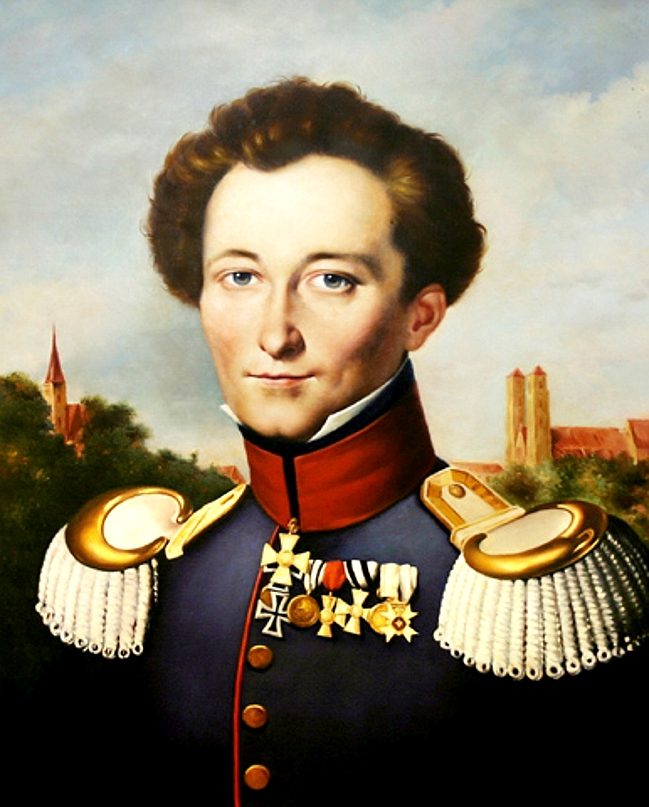
стратег Карл фон Клаузевиц
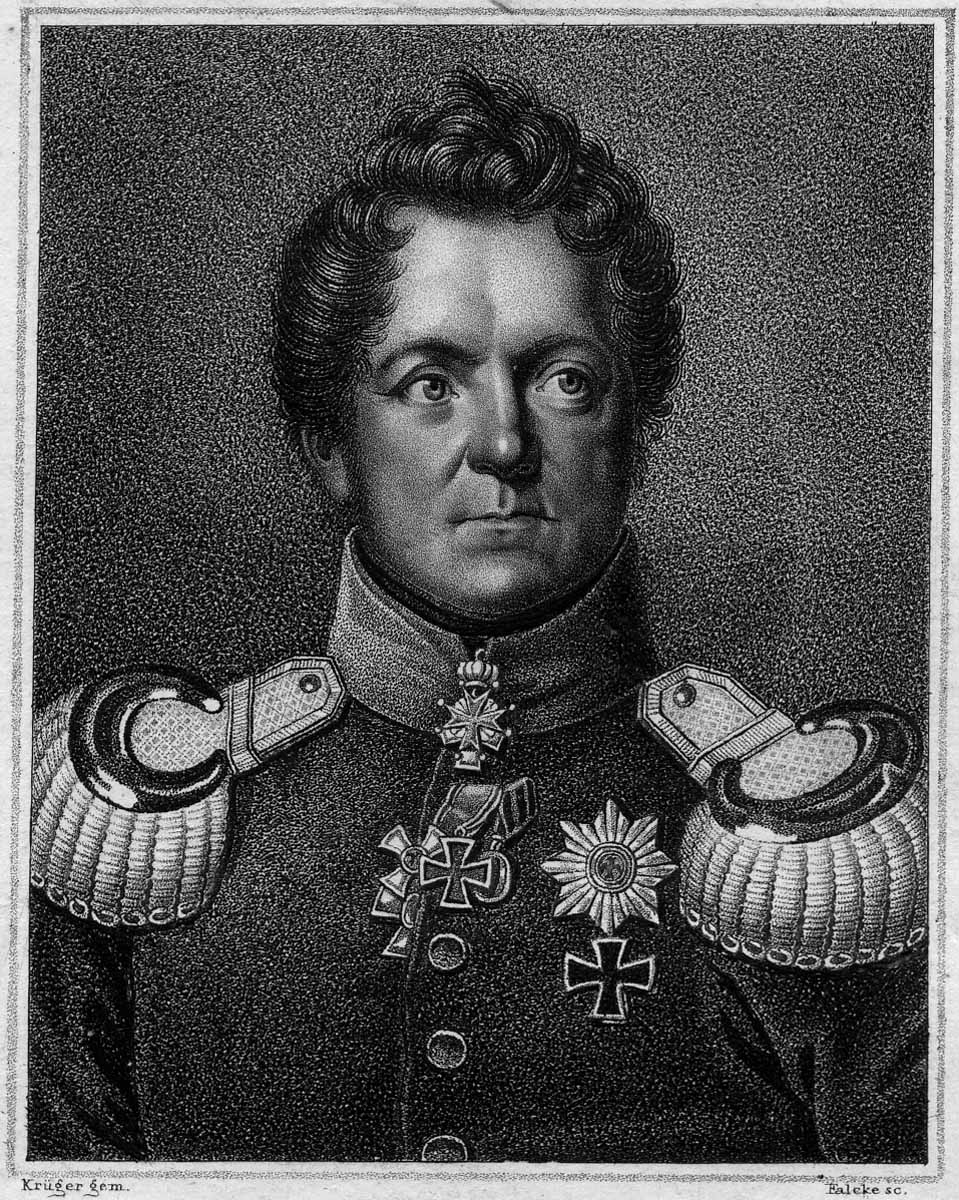
генерал Нейдхардт фон Гнейзенау
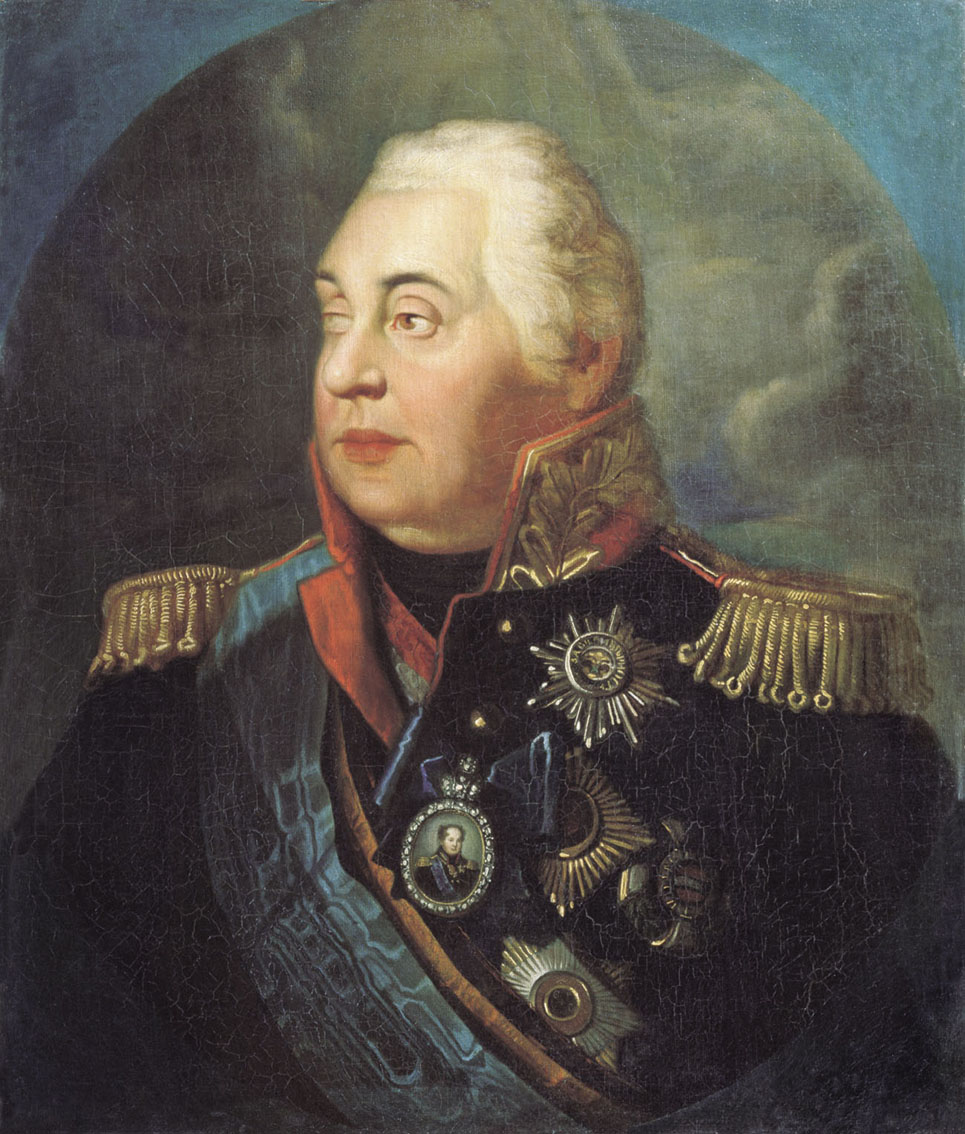
фельдмаршал Кутузов, Михаил Илларионович
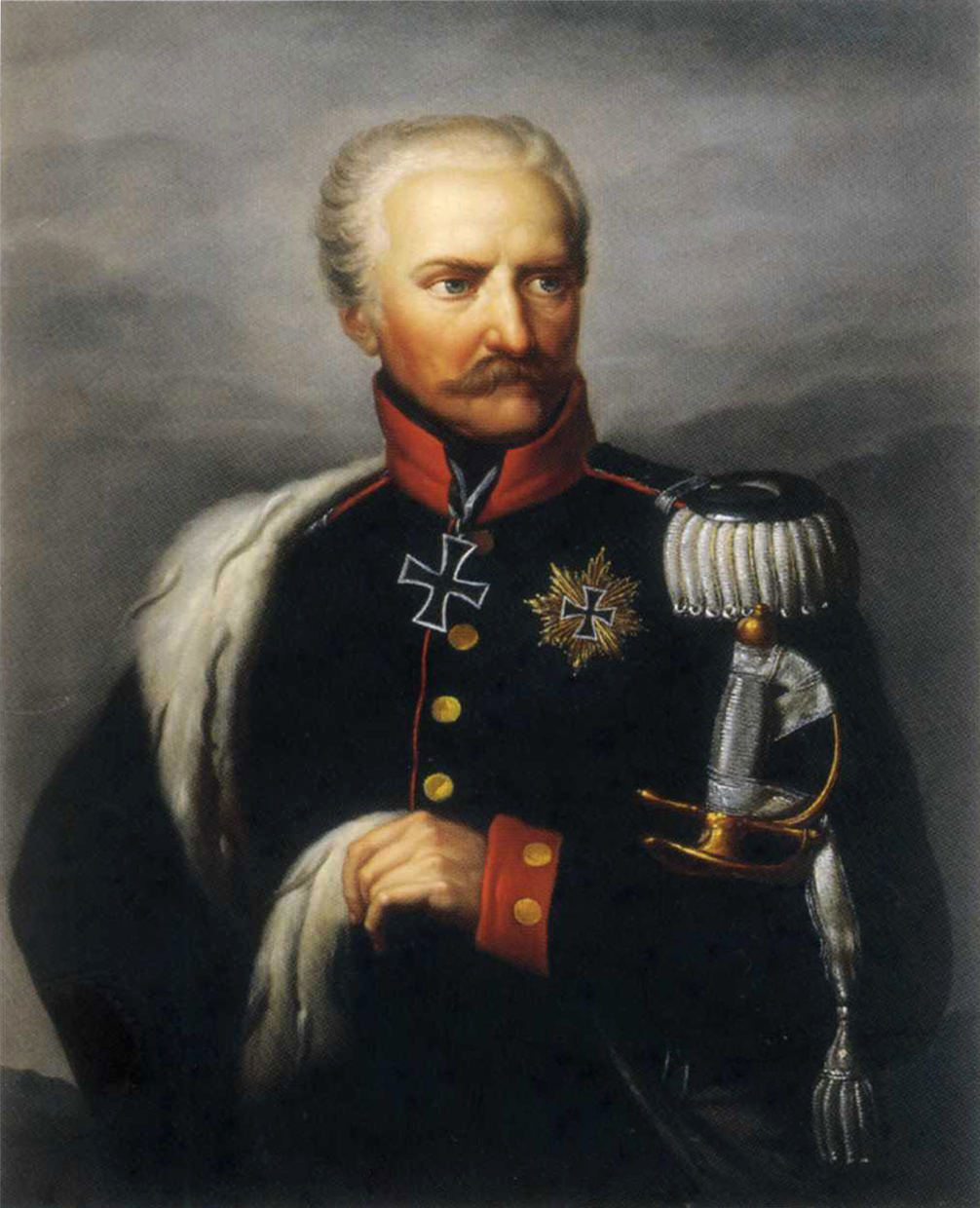
генерал Гебхард Леберехт Блюхер
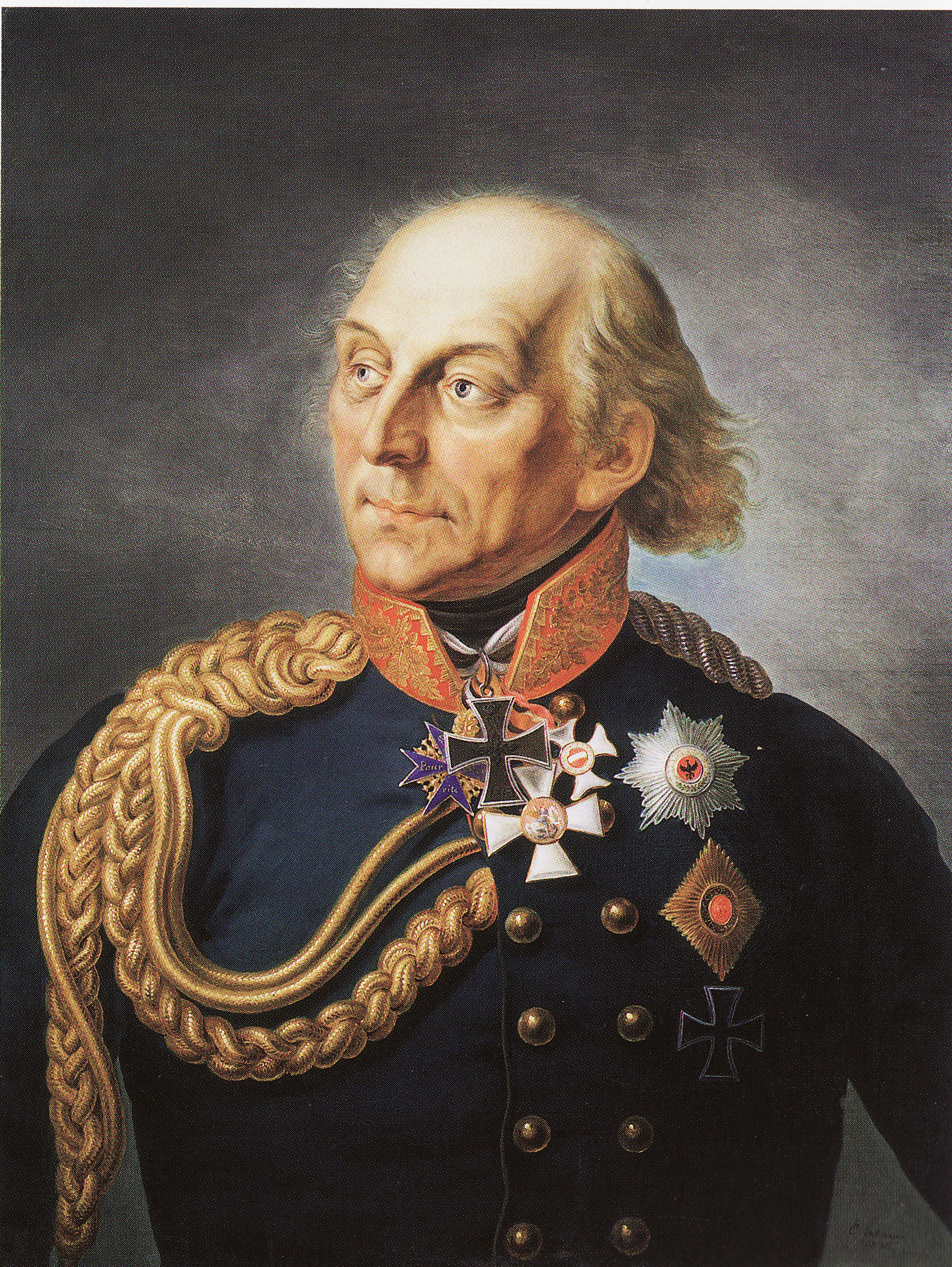
генерал Йорк фон Вартенбург
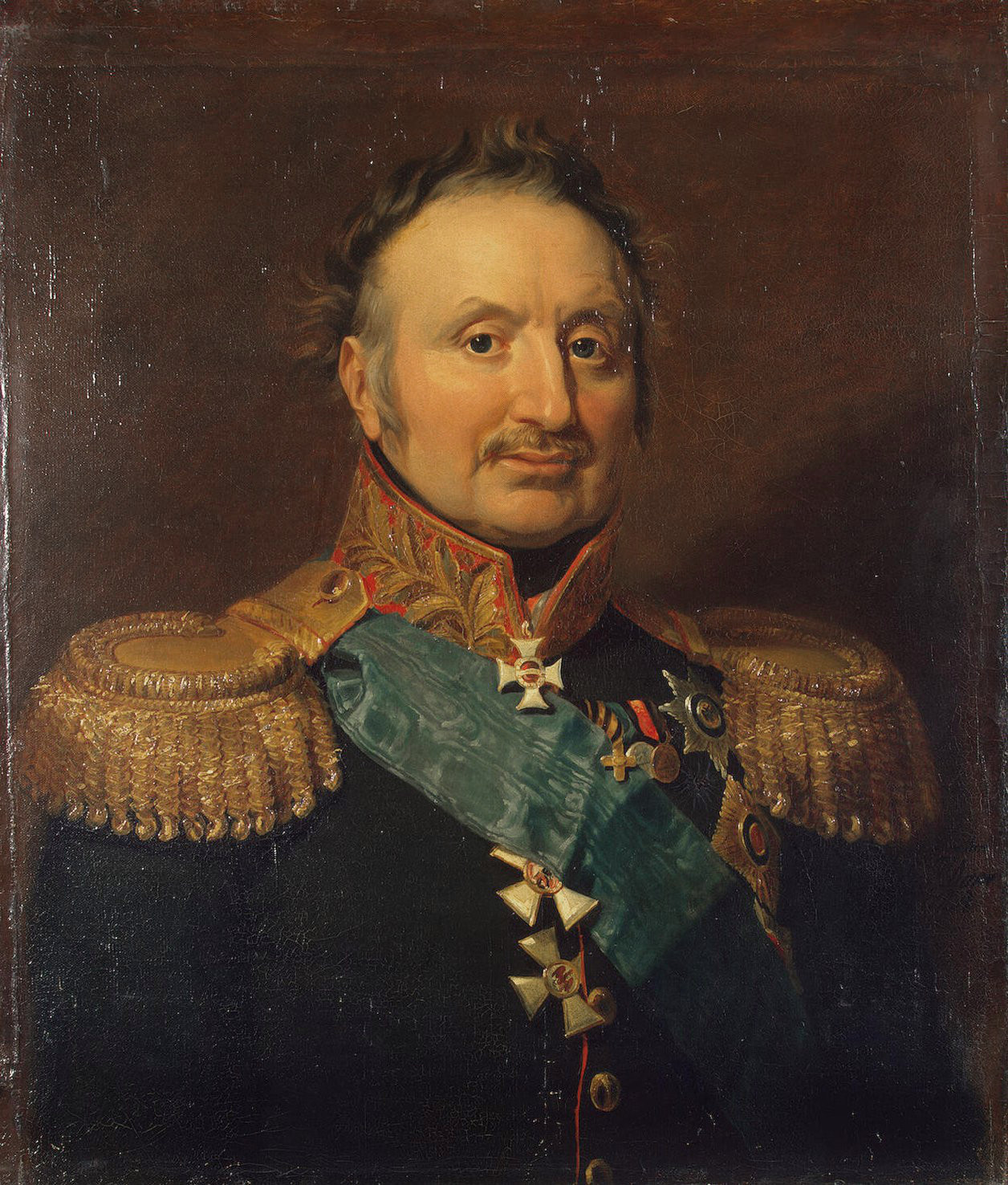
фельдмаршал Пётр Христианович Витгенштейн
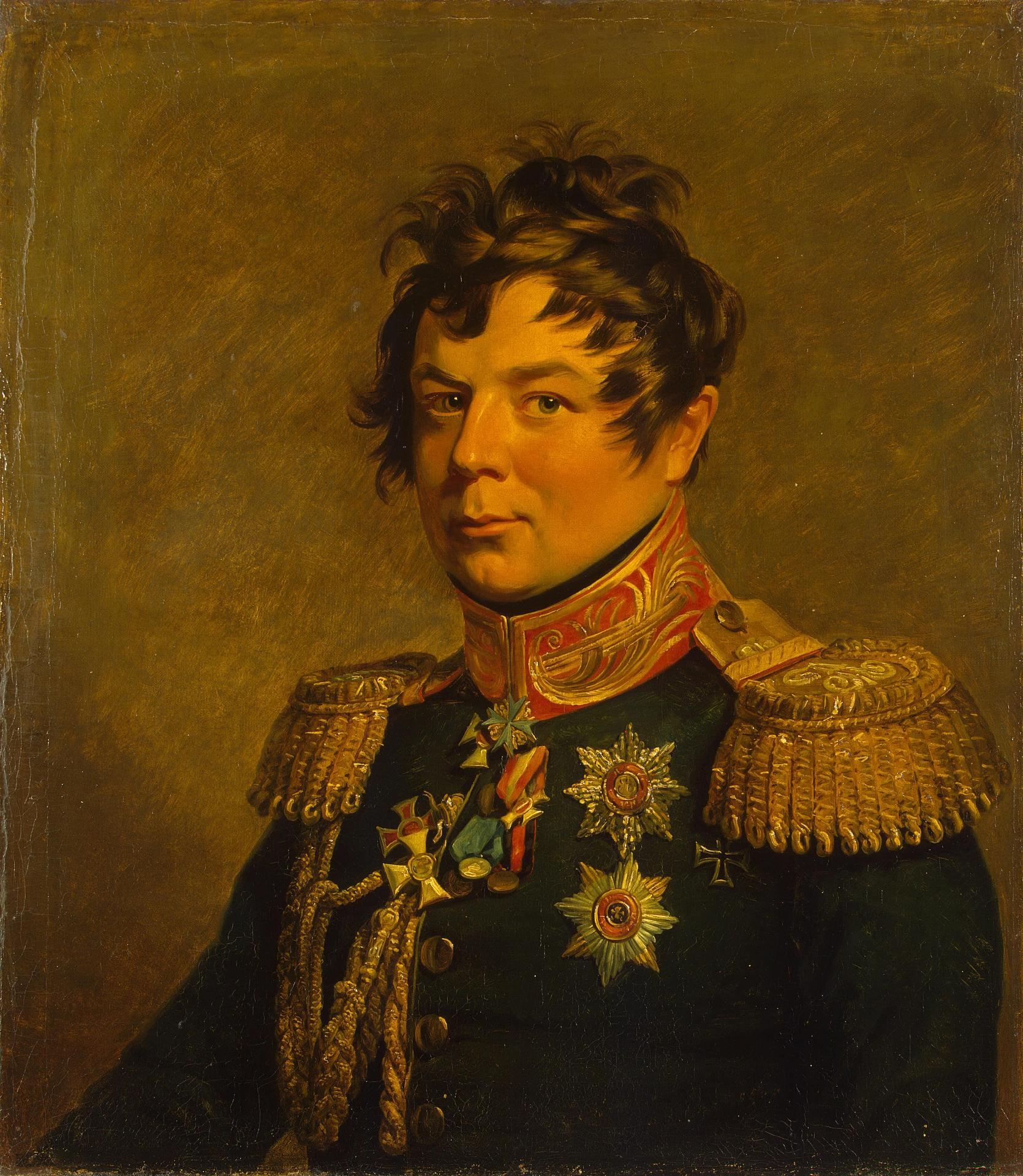
генерал Иван Иванович Дибич-Забалканский
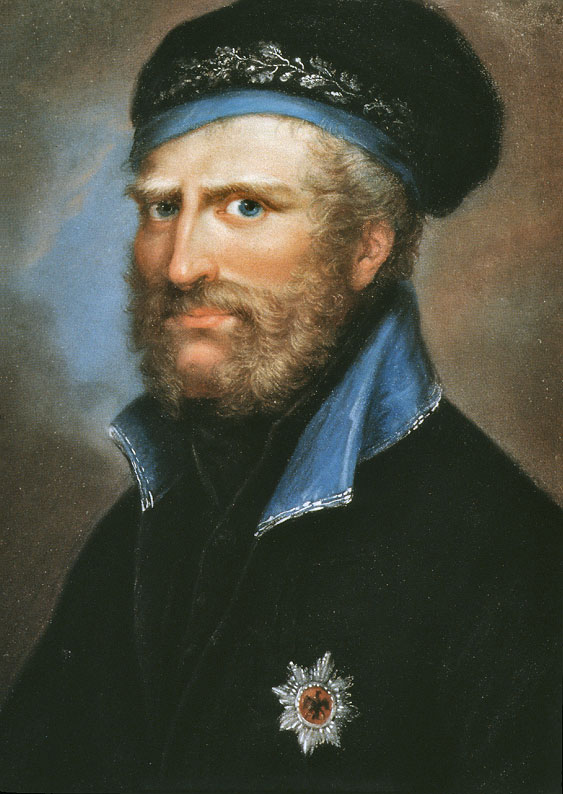
Фридрих Вильгельм Брауншвейг-Вольфенбюттельский, «Чёрный герцог»
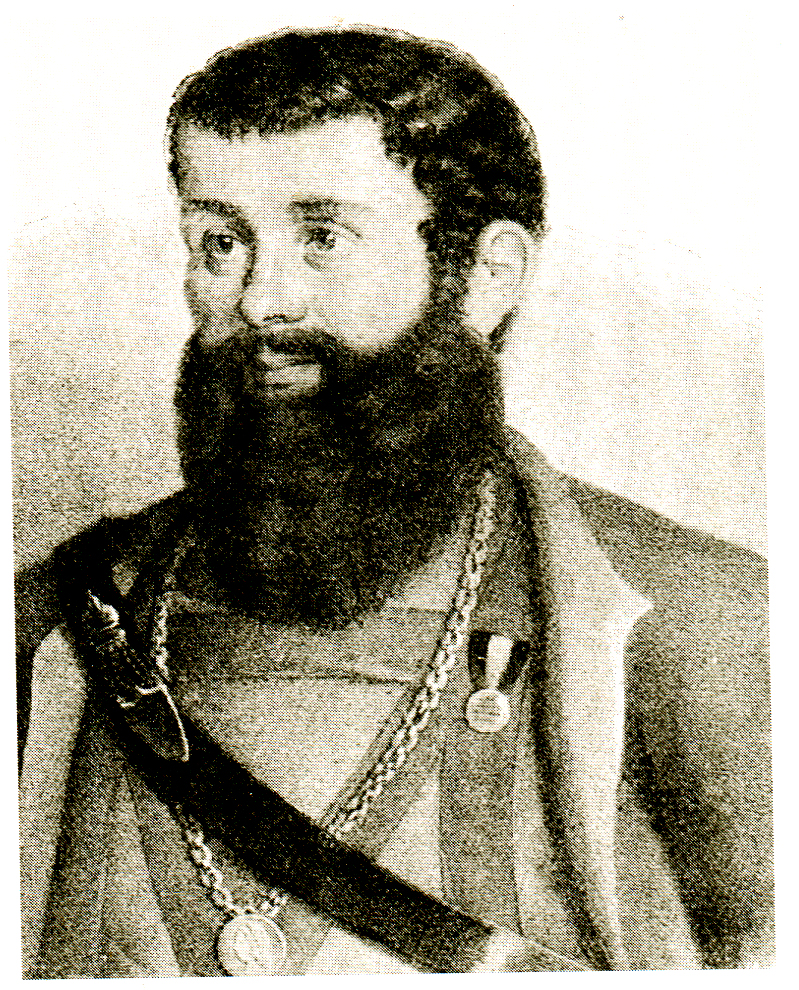
военачальник Андреас Гофер
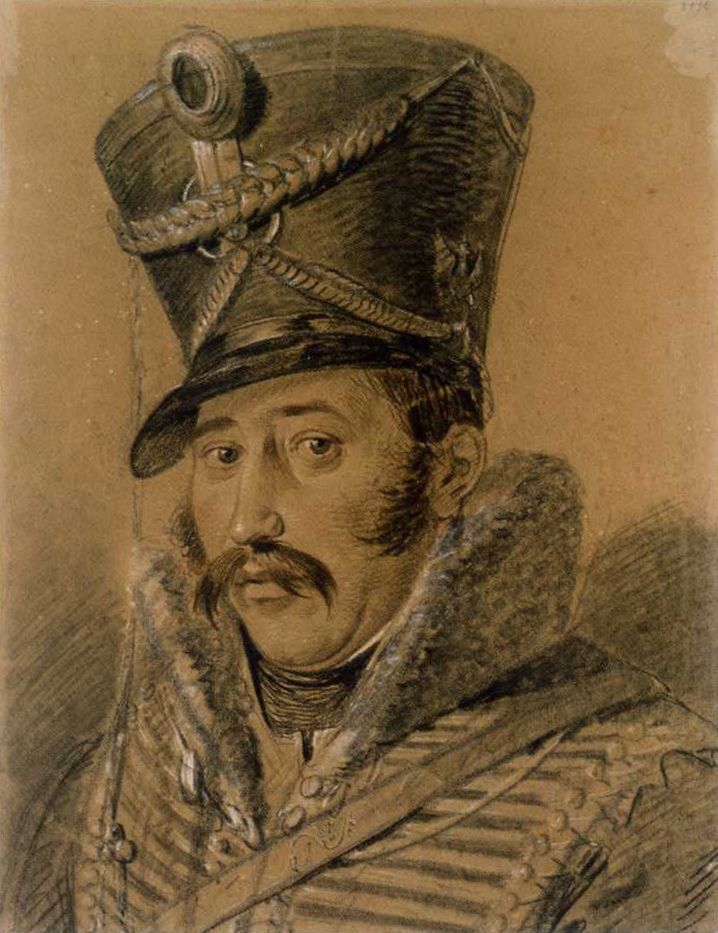
майор Фердинанд фон Шиль

## Хронология
Во время войны с Францией Австрия и Пруссия больше интересовались проблемами раздела Польши, чем победой над Наполеоном, ставшим императором 22 марта 1804 года. В результате в апреле 1795 года Пруссия подписала в Базеле мир, по которому Франция обязалась считать Северную Германию нейтральной зоной.
11 апреля 1805 года Россия, после заключения союза с Англией, объявила Франции войну. Пруссия оставалась нейтральной, хотя Наполеон, следуя своему правилу «Сила идёт впереди права», не раз нарушал условия договора.

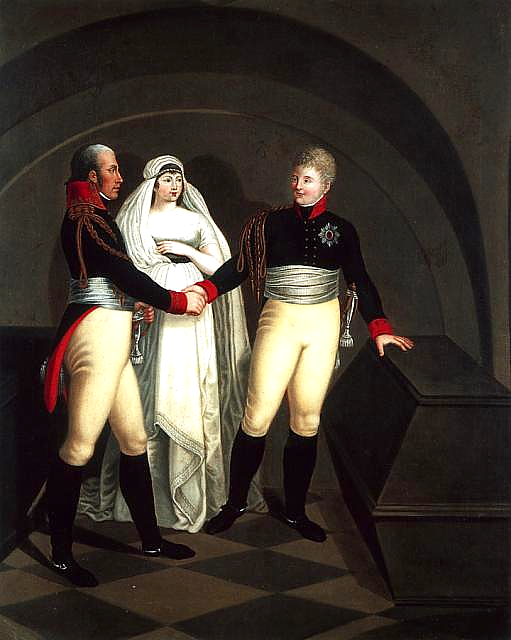
Клятва над гробом Фридриха Великого

В октябре 1805 года императору Александру I был оказан торжественный прием в Берлине и в его честь названа одна из площадей города. Луиза присутствует при исторической встрече 4 ноября того же года короля Пруссии с императором Александром, которые клянутся в дружбе и сотрудничестве в борьбе с Наполеоном над гробом Фридриха Великого в склепе Гарнизонной кирхи в Потсдаме.
2 декабря 1805 года в битве под Аустерлицем, в которой Александр удивил всех своим хладнокровием и смелостью, Наполеон одержал победу над превосходящими его армию по численности русскими и австрийскими войсками. В Пресбурге был подписан унизительный для Австрии мир. Бавария и Вюртемберг стали самостоятельными королевствами.
12 июля 1806 года Наполеон образовал марионеточный Рейнский союз. В этом же месяце Россия гарантировала территориальную целостность Пруссии, которая обязалась не разрешать Наполеону пропуск войск для нападения на Россию. Пруссия объявила о мобилизации армии. Величайшей неосмотрительностью было требование Пруссии об удалении французских войск из Южной Германии и признания образования Северного союза немецких государств под руководством Пруссии. Король пошёл на это под давлением общественного мнения и своего окружения, в число которого входила и Луиза. « Я не имею другого выхода, как начать войну… дело идет о чести нации» — сказал он. Наполеон даже не счел нужным дать ответ на этот ультиматум.
9 октября Пруссия объявила войну, а через 5 дней потерпела двойное поражение под Йеной и Ауэрштедтом.
27 октября состоялся парад французских войск в Берлине. Король с семейством бежал в Мемель, а исполняющий обязанности губернатора Берлина граф фон Шуленбург издал вошедший в историю указ: «Соблюдение спокойствия есть первейшая обязанность гражданина».
После поражения русской армии под Прейсиш-Эйлау и 14 июня 1807 под Фридландом Россия запросила мира.

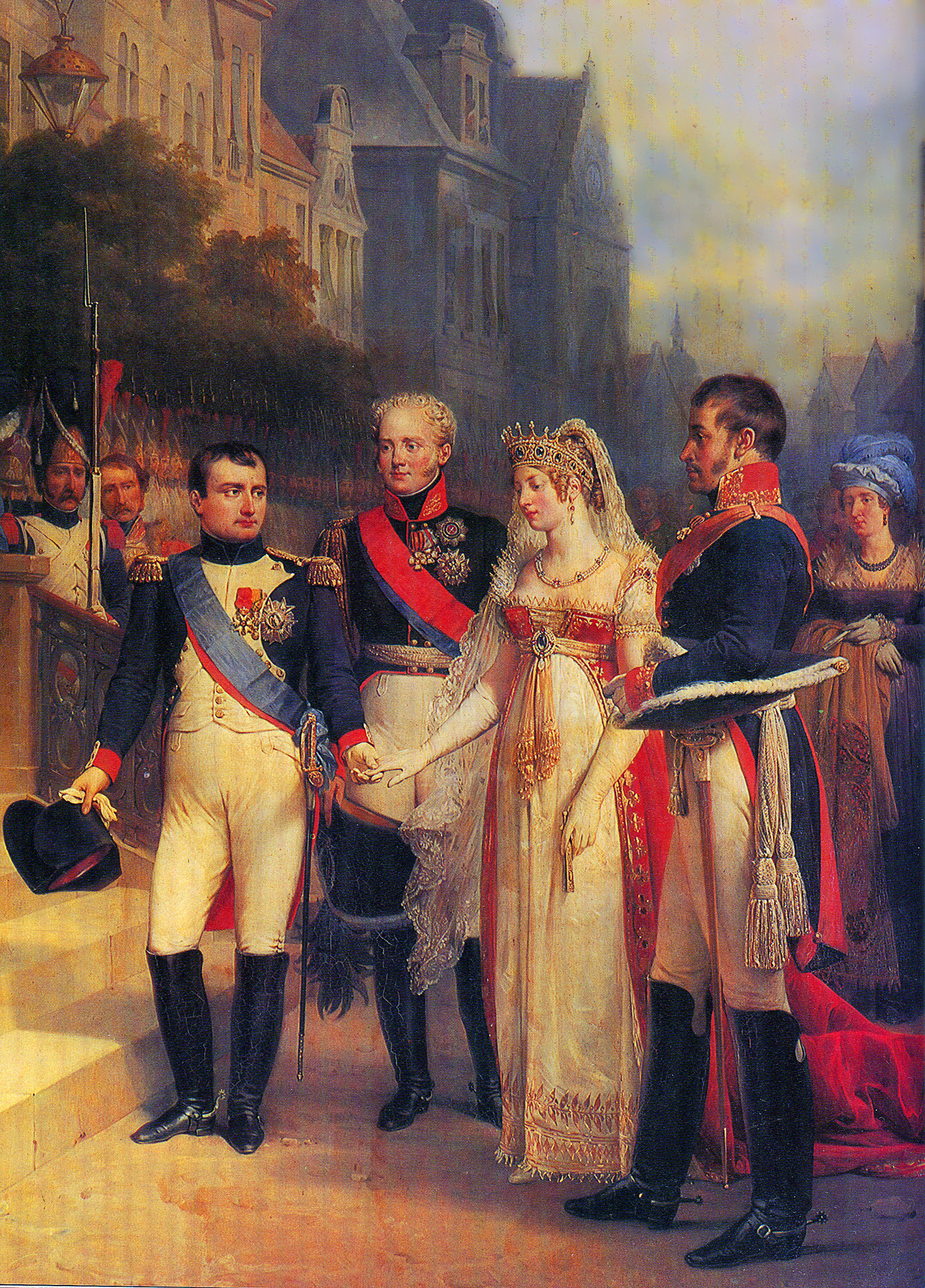
Королева Луиза убеждает Наполеона сохранить Пруссию как государство

Историческая встреча королевской четы и Александра с Наполеоном произошла в Тильзите. На этой встрече Александр согласился на участие в континентальной блокаде английских товаров и уговорил Наполеона сохранить Пруссию как государство. Не в малой степени этому способствовала королева своей решительностью и обаянием. Однако Пруссия лишилась территории западнее Эльбы и была обложена контрибуцией и обязана предоставить Наполеону 16 тысяч солдат для участия в возможной войне с Австрией.
Пруссия была вынуждена стать его союзником. Однако в ней начали осуществляться под влиянием «кодекса Наполеона» давно назревшие реформы по либерализации всех сторон жизни общества, которое собственно и начало создаваться только в это время.
Ещё 9 октября 1807 года король отменил крепостное право. Была разрешена свободная продажа и покупка земли без сословных ограничений. Тем не менее, благодаря сопротивлению аристократии намерение создать сильную прослойку фермеров по образцу йоменов Англии не осуществилось.
Наиболее значительные изменения претерпела организация прусской армии.
В 1809 году в северных районах Пруссии стихийно начались военные выступления против Наполеона.
Неудачный поход Наполеона в Россию привел к глубокому кризису его империи.
27 февраля 1813 года Россия и Пруссия заключили в Калише союзный договор, согласно которому Россия соглашалась на возвращение Пруссии к границам 1806 года за исключением перехода к России Королевства Польского со столицей в Варшаве.
17 марта 1813 года в городе Бреслау Фридрих Вильгельм III опубликовал воззвание «К моему народу» (An mein Volk), призвав к борьбе с Наполеоном. Текст воззвания, составленного Теодором Готлибом фон Хиппелем государственным советником Восточной Пруссии, сотрудником графа Харденберга по Берлинской государственной канцелярии и другом Гофмана содержал призыв « Либо почетный мир, либо славное поражение» («Ehrenvoller Frieden oder ruhmvoller Untergang»). Король находился под сильным впечатлением порядков в русской армии и ввел, в частности, церемонию вечерней молитвы отбоя, принявшей форму вечерней зори (Zapfenstreich), музыку к которой написал царский капельмейстер Дмитрий Бортнянский.

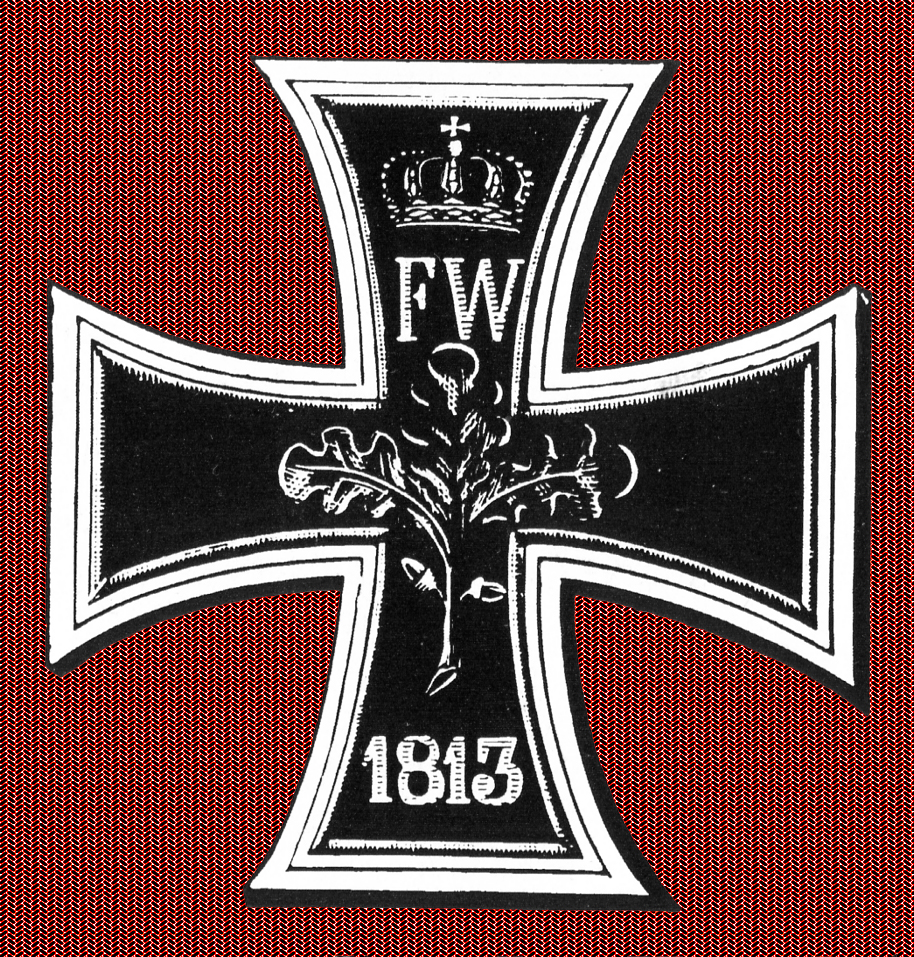
Орден «Железный крест». 1813

10 марта 1813 года король утвердил награду за личную храбрость — орден «Железный крест»
Далее события развивались стремительно: в Восточной Пруссии началось восстание. К удивлению прусского короля и окружающих его представителей знати, население проявило инициативу в образовании ландвера и ландштурма и стало добровольно вступать в вооружённые формирования. Началась партизанская война.
Против Наполеона выступила Австрия и Швеция совместно с уже воевавшей с Наполеоном Англией. К ним присоединились мелкие государства «Рейнского союза», бывшие вассалами Франции, а также Бавария — самое крупное в то время немецкое государство.
16—19 октября 1813 года под Лейпцигом произошло решительное сражение, получившее название «Битвы народов». Предложения Франции о заключении мира были отклонены. После смерти Кутузова в Калише в командование Русской армией вступил Витгенштейн.
В ночь на Новый 1814 год Блюхер со своей силезской армией и подчинёнными ему русскими войсками перешёл Рейн у Кауба. После ряда сражений 30 марта 1814 года был взят Париж.
На Венском конгрессе (1814—1815) под влиянием Англии было решено дать шанс Пруссии стать сильным противовесом Франции и обеспечить ей возможность расширить свои владения до Райна. Кроме того, она получила 2/5 территории Саксонии. Было узаконено самоуправление городов, обеспечена свобода хозяйственной деятельности, секуляризировано церковное имущество, установлено равенство сословий перед законом.
Однако воплощение в жизнь этих нововведений затянулось до 1918 года. Серьёзным тормозом в проведении в жизнь либеральных реформ была армия по- прежнему остающаяся влиятельным инструментом аристократии. Король, натерпевшийся от последствий французской революции, был противником всего, что с ней связано. Поэтому надежды многих на введение конституции не оправдались.
Эта война стимулировала укоренение далеко идущих либеральных надежд и в России. В связи с этим Александр I во времена Венского Конгресса предположил, что как бы не пришлось ему воевать теперь со своими генералами. И его опасения оправдались в форме несостоявшегося путча декабристов, происшедшего сразу же после его смерти.
По существу антинаполеоновская война, как по количеству вовлечённых в боевые действия стран, по участию широких масс населения (отечественные войны), так и по использованию нового стратегического приёма — морской блокады, стала предтечей мировых войн.

## Память о войне
К 50-й годовщину «Битвы народов» при Лейпциге 18 октября 1863 года по решению короля Баварии Людвига I было построено грандиозное сооружение в виде ротонды на горе Михельсберг над Дунаем у города Кельхайма — «Зал Освобождения» (нем. Befreiungshalle).
К столетию «Битвы народов» при Лейпциге в 1913 году на поле сражения был сооружён Памятник Битве народов.
В Берлине, напротив того места, где ранее находился королевский дворец, а затем во времена ГДР «Дворец республики», находилась «Площадь Героев» с установленными на ней монументами военных руководителей.

## Галерея: Befreiungshalle (Зал Освобождения)

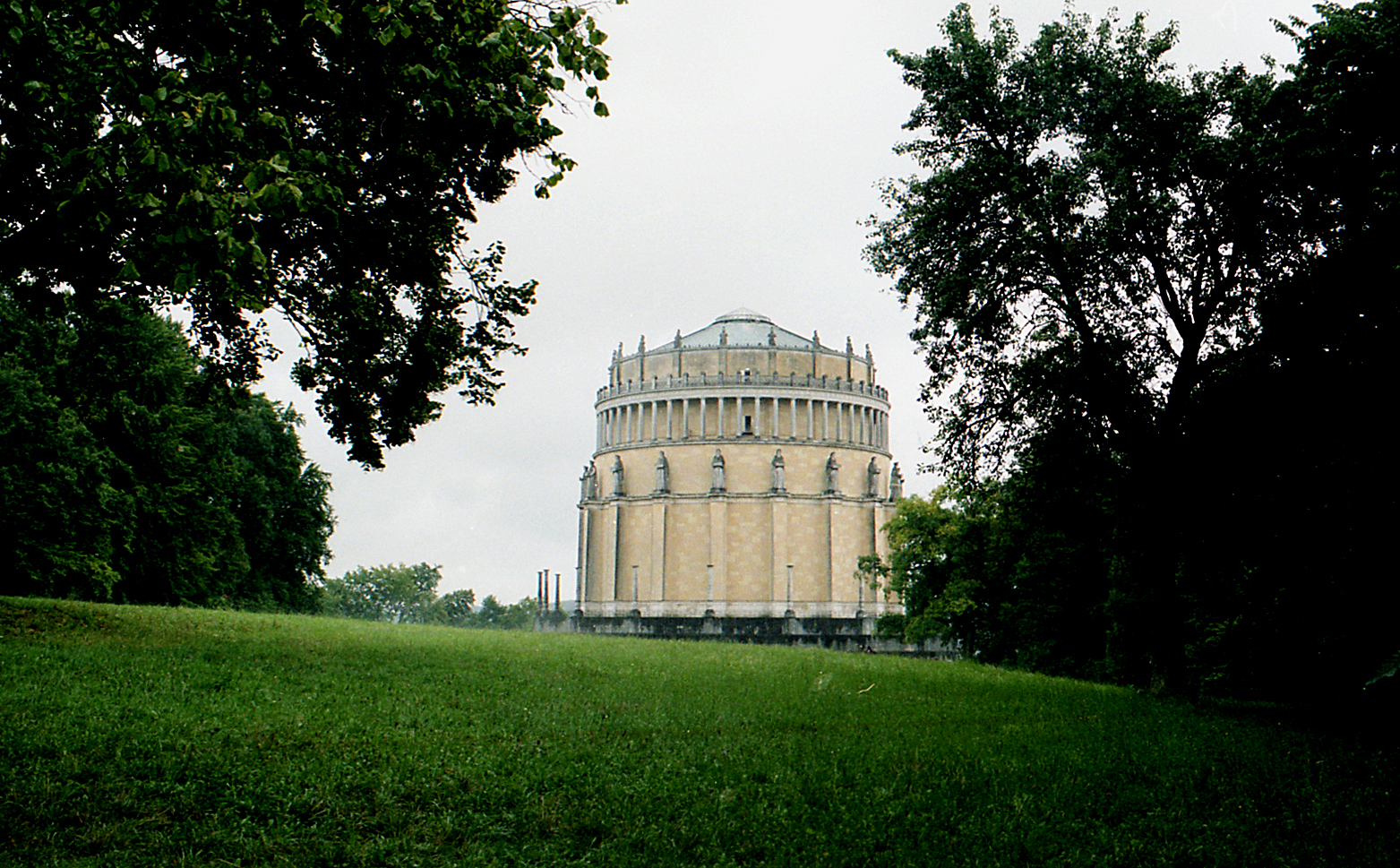
Зал на горе Михаельсберг
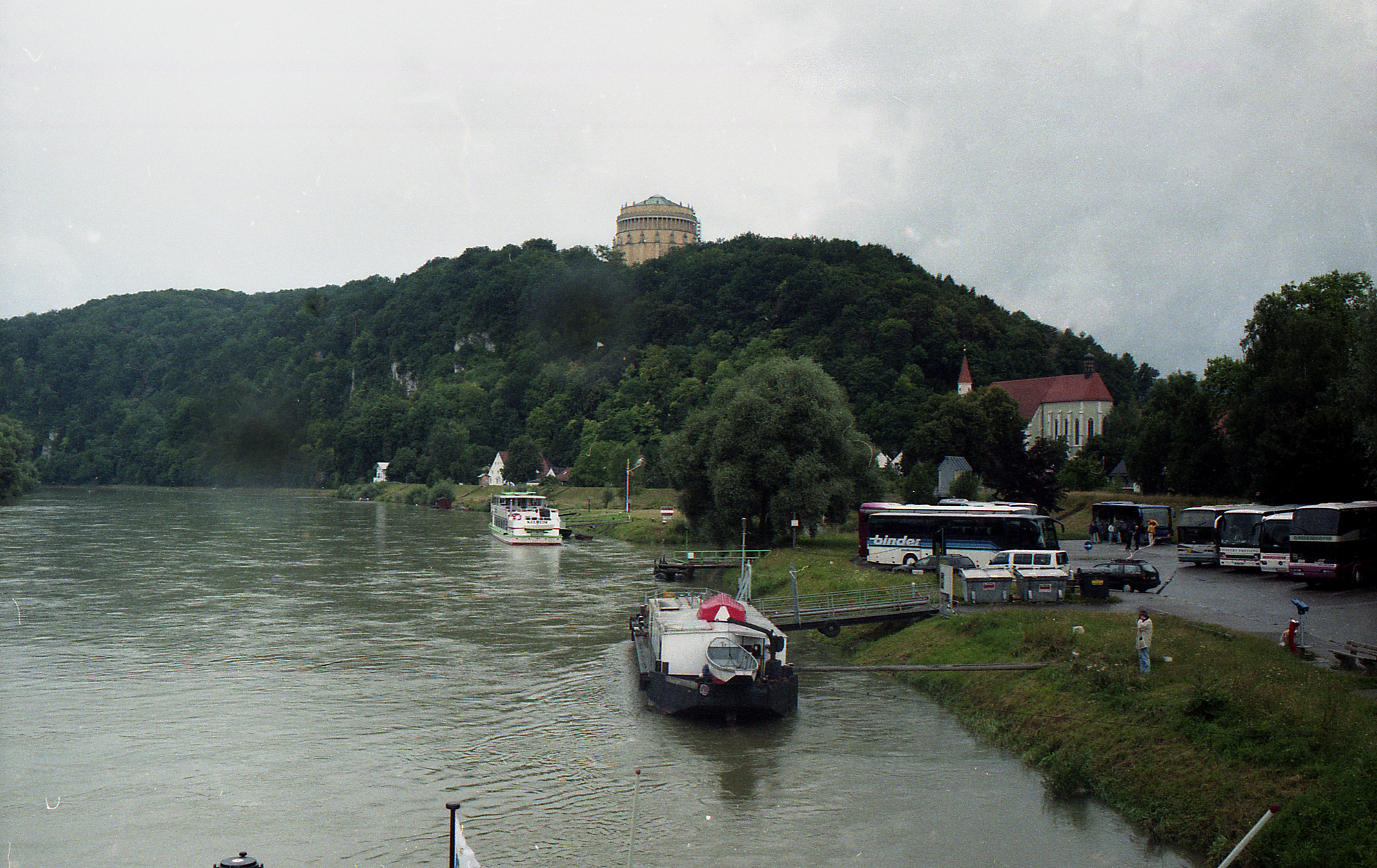
Дунай в Кельхайме
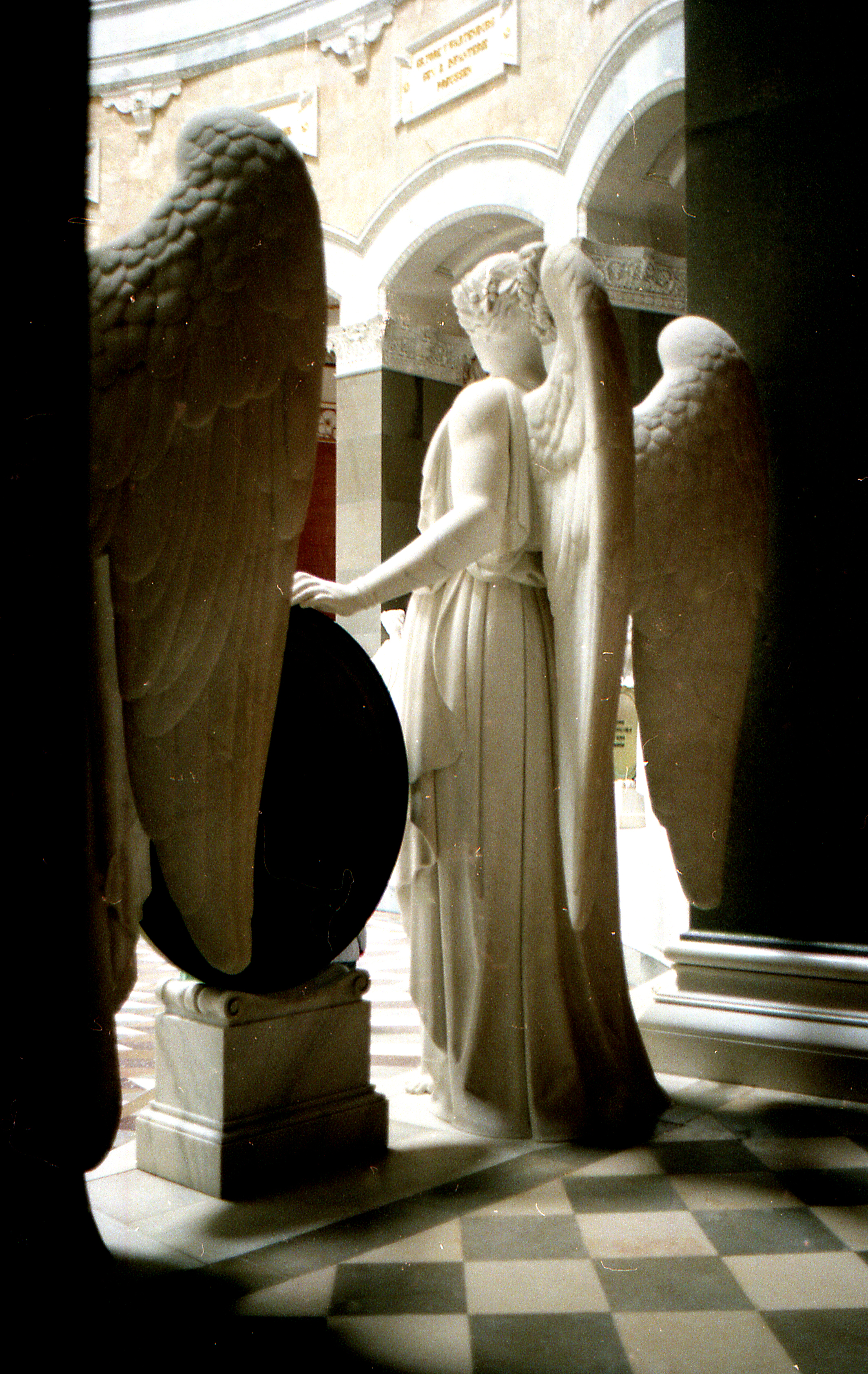
Статуя крылатой богини (символ германского племени)
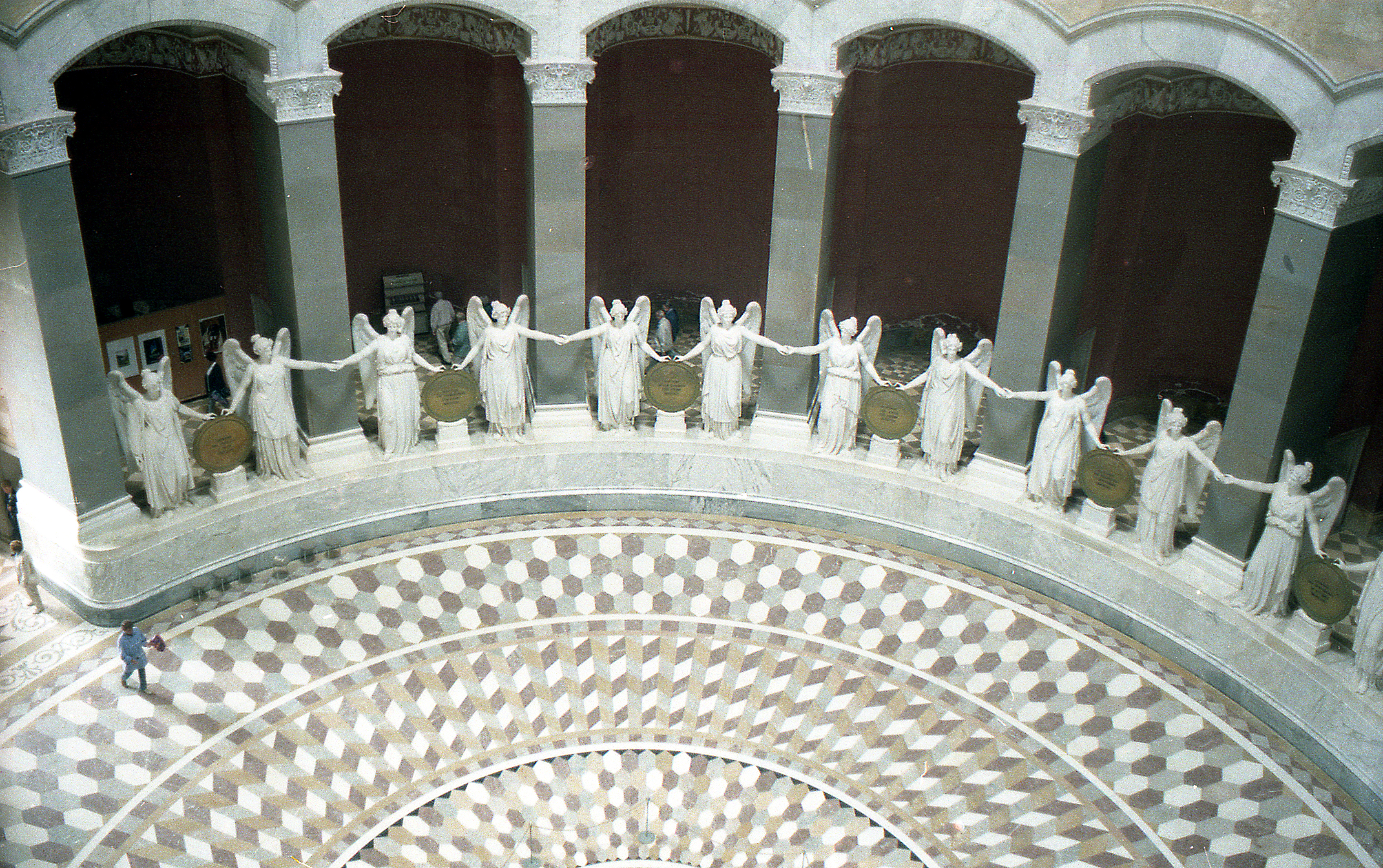
Интерьер зала
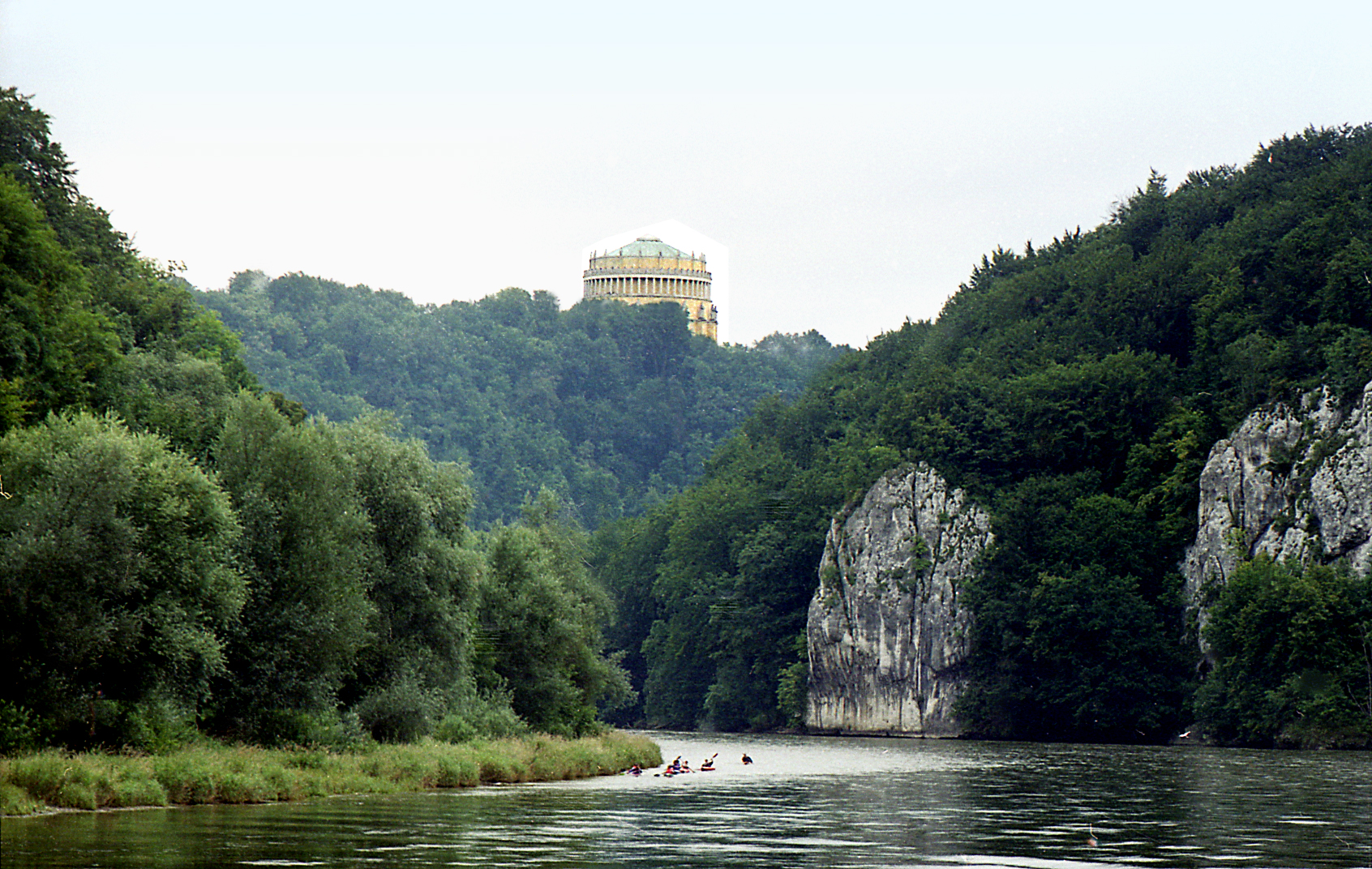
Бефройунгсхалле вид с Дуная

## Галерея: иные памятные сооружения

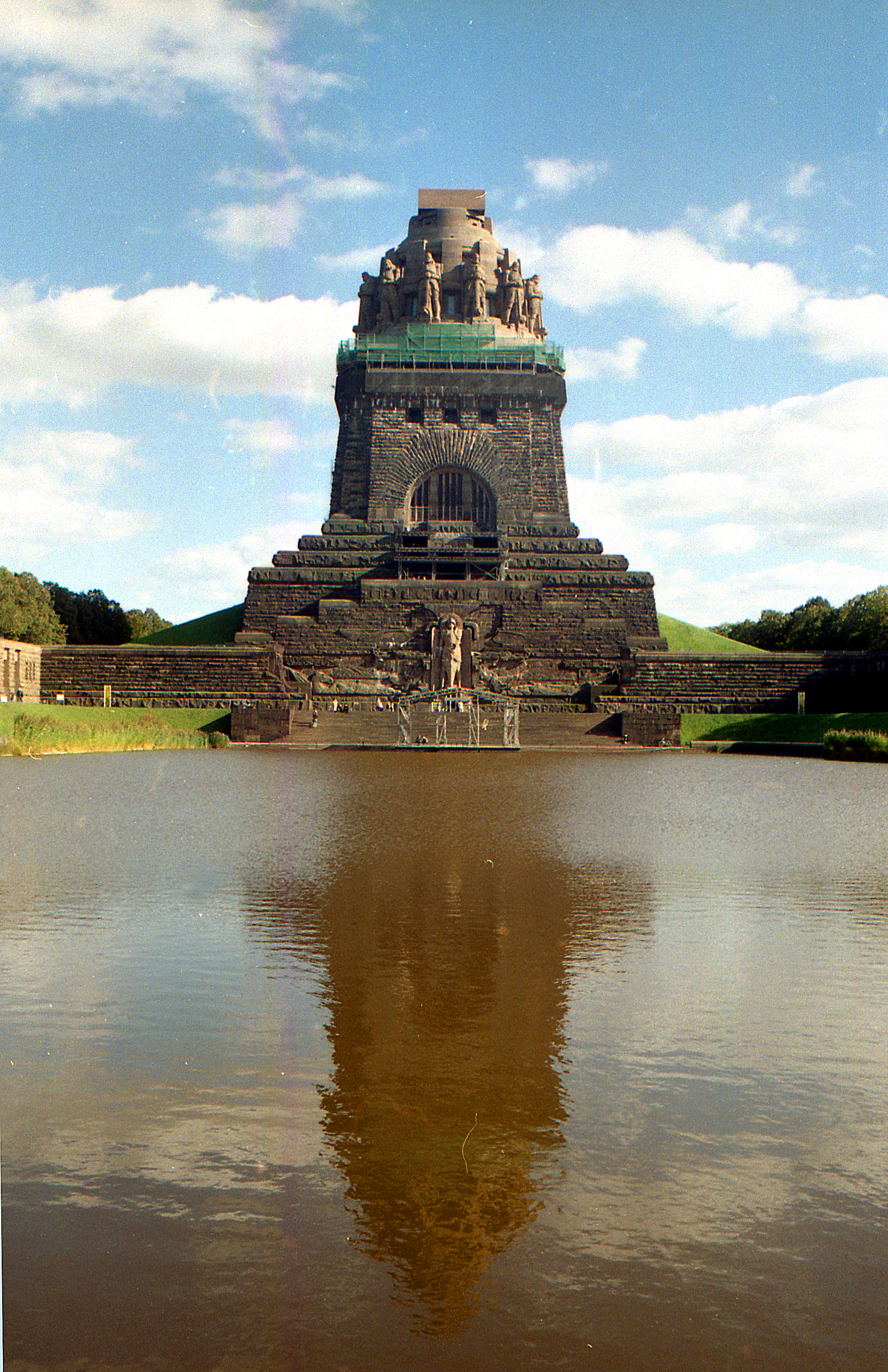
Памятник Битве народов. Лейпциг
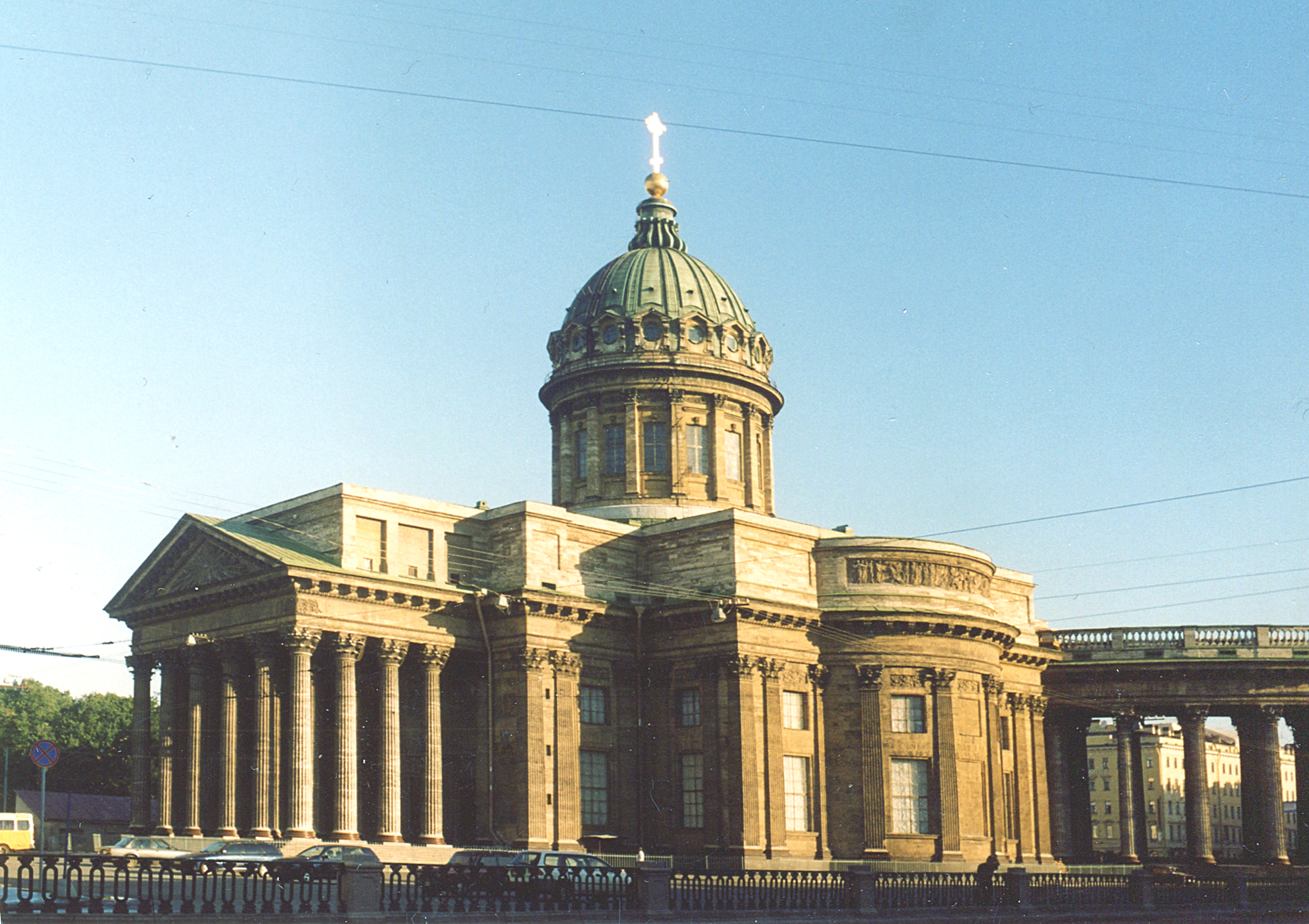
Собор Божией Матери казанской. СПб. Здесь покоится Кутузов.
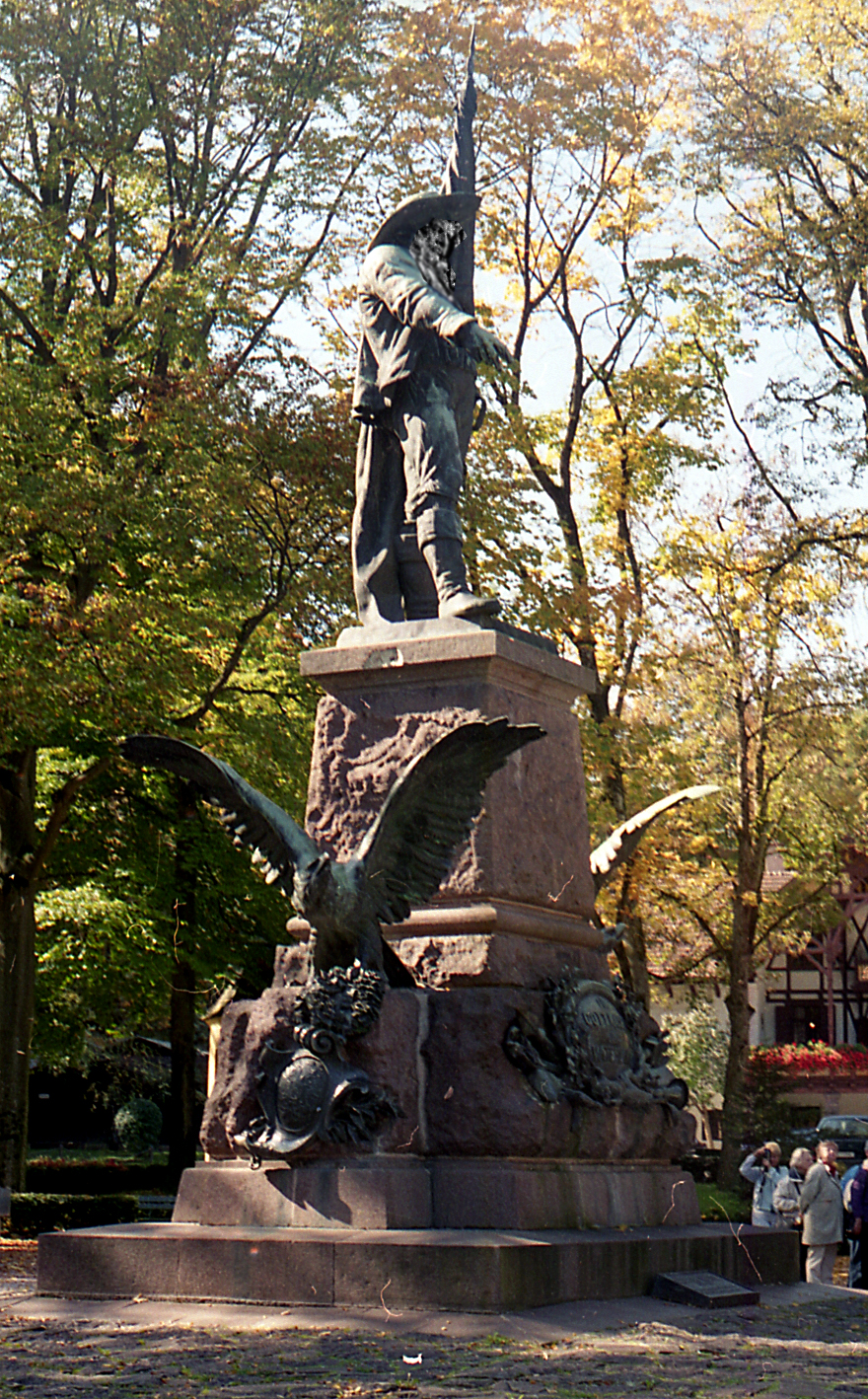
Памятник Андреасу Хоферу. Бергизель.
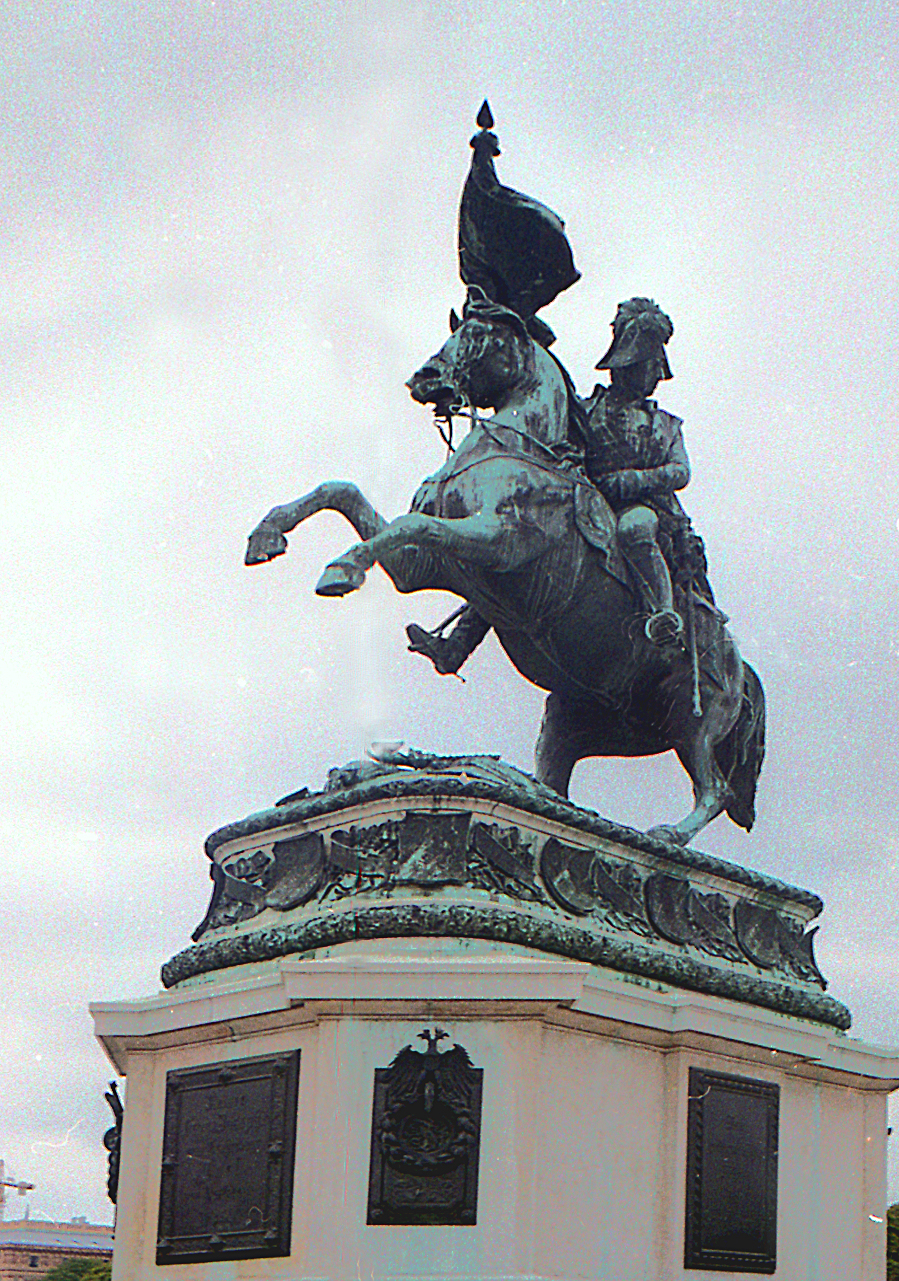
Вена. Памятник Эрцгерцогу Карлу Австрийскому